# Torneo Apertura 2015 Liga Premier de Ascenso
El Torneo Apertura 2015 de la Liga Premier de Ascenso fue el 37° Torneo Corto que inauguró la LXVI Temporada de la Segunda División de México.
Inicialmente, se tenía previsto que participaran 48 clubes: 30 de la Segunda Premier o Liga Premier de Ascenso y 18 equipos filiales de la Liga MX. Estos equipos se distribuirían en tres grupos de 16 integrantes cada uno, conformados por 10 equipos de la Segunda Premier y seis filiales de la Liga MX en cada sector.
Sin embargo, en la Reunión de Dueños de la Segunda División, realizada en Puerto Vallarta el 20 de junio de 2015, se decidieron realizar algunos ajustes a la propuesta inicial presentada por el presidente de la Segunda División Profesional, el Contador José Vázquez Ávila. En dicha reunión estuvieron presentes Justino Compeán y Decio de María, presidente saliente y su sucesor, respectivamente, de la Federación Mexicana de Fútbol.
La decisión final fue la siguiente:
En esta fase participaron 46 clubes, 28 de la Segunda Premier o Liga Premier de Ascenso y 18 equipos filiales de la Liga MX. Estos equipos fueron distribuidos en tres grupos según su ubicación geográfica, con el objetivo de reducir costos de traslado. La distribución quedó de la siguiente manera:
Grupo 1: 15 equipos en total, con 10 clubes con derecho a ascenso y cinco filiales de la Liga MX.
Grupo 2: 15 equipos en total, con ocho clubes con derecho a ascenso y siete filiales de la Liga MX.
Grupo 3: 16 equipos en total, con 10 clubes con derecho a ascenso y seis filiales de la Liga MX.
Para más detalles sobre los ajustes en los equipos participantes, véase:
Fuente: Página oficial de la Segunda División Profesional .

## Sistema de competición
El sistema de competición de este torneo se desarrolla en dos fases:

### Fase de calificación
En la fase de calificación se observará el sistema de puntos. La ubicación en la tabla general, está sujeta a lo siguiente:
- Por juego ganado se obtendrán tres puntos (Si el visitante gana por diferencia de 2 o más goles se lleva el punto extra).
- Por juego empatado se obtendrá un punto (En caso de empate a 2 o más goles se juegan en penales el punto extra).
- Por juego perdido no se otorgan puntos.

En esta fase participan 46 clubes: 28 de Segunda Premier o Liga Premier de Ascenso y 18 equipos filiales de la Liga MX. Estos están distribuidos en sus tres respectivos grupos, enfrentándose entre sí en un formato de todos contra todos a lo largo de 15 jornadas, disputando un solo partido por enfrentamiento. Cabe mencionar que los equipos del Grupo Uno y Grupo Dos de la Liga Premier tendrán una jornada de descanso, ya que cada uno cuenta con 15 equipos, mientras que el Grupo Tres está conformado por 16 equipos.
El orden de los clubes al final de la fase de calificación del torneo corresponderá a la suma de los puntos obtenidos por cada equipo, ordenados de forma descendente. Si al finalizar las 15 jornadas del torneo dos o más clubes estuviesen empatados en puntos, su posición en la tabla general se determinará con base en los siguientes criterios de desempate:
1. Mejor diferencia entre los goles anotados y recibidos.
2. Mayor número de goles anotados.
3. Marcadores particulares entre los clubes empatados.
4. Mayor número de goles anotados como visitante.
5. Mejor ubicado en la Tabla general de cociente.
6. Tabla Fair Play.
7. Sorteo.

Para determinar los lugares que ocuparán los clubes que participen en la Fase final del Torneo, se tomará como base la Tabla general de clasificación.
Para determinar los lugares que ocuparán los clubes que participen en la Fase Final del Torneo se tomará como base la tabla general de clasificación.
Participan automáticamente por el Título de Campeón de la Liga Premier de Ascenso los primeros 8 lugares de tabla general -no pudiendo participar en esta liguilla por derecho a ascenso los 18 equipos filiales de Liga MX-. 
En cuanto al tema del Torneo de Copa de la Liga Premier de Ascenso se 'pausará' por 1 año o la Temporada 2015-2016, esto por la inclusión de equipos filiales de Liga MX que tendrán su liguilla.

### Fase final
Los ocho clubes clasificados para la liguilla del torneo serán reubicados en función de su posición en la tabla general al término de la jornada 15, asignando el puesto número uno al club mejor clasificado y así sucesivamente hasta el número ocho.
Los partidos de esta fase se disputarán a ida y vuelta en las siguientes etapas:
- Cuartos de final
- Semifinales
- Final

Los clubes vencedores en los partidos de Cuartos de final y Semifinal serán aquellos que en los dos juegos anote el mayor número de goles. De existir empate en el número de goles anotados, la posición se definirá a favor del Club con mayor cantidad de goles a favor cuando actué como visitante.
Si una vez aplicado el criterio anterior los clubes siguieran empatados, se observará la posición de los clubes en la Tabla general de clasificación.
Los partidos correspondientes a la fase final se jugarán obligatoriamente los días miércoles y sábado, o jueves y domingo. Los cuatro clubes mejor clasificados al término de la jornada 15 podrán elegir el día y horario de su partido como local, mientras que los siguientes cuatro equipos solo podrán elegir el horario.
El club vencedor de la final y, por lo tanto, campeón del torneo, será aquel que anote el mayor número de goles en la serie de dos partidos. Si al término del tiempo reglamentario el marcador sigue empatado, se jugarán dos tiempos extra de 15 minutos cada uno. De persistir la igualdad, se ejecutarán tiros penales hasta determinar un ganador.
Los campeones de los Torneos Apertura 2015 y Clausura 2016 disputarán el título de campeón absoluto, reubicándose en la final con base en su mejor posición en la tabla general de clasificación al término de cada torneo.

### Ascensos y descensos
| Pos | de Liga Premier de Ascenso     |
| --- | ------------------------------ |
| 32º | No hubo, era Atlético Veracruz |

| Pos | de la Liga de Nuevos Talentos       |
| --- | ----------------------------------- |
| 1º  | No hubo, era Mineros de Fresnillo   |
| Pos | de la Tercera División de México    |
| 1º  | No hubo, era Club Deportivo Uruapan |

| Pos | a la Liga Premier de Ascenso |
| --- | ---------------------------- |
| X   | No hubo                      |

| Pos | al Ascenso MX                |
| --- | ---------------------------- |
| 4º  | No hubo, era Loros de Colima |

NOTAS: 
- Por no cubrir el 'Cuaderno de Cargos' en cuanto aforo e infraestructura de su estadio Loros de Colima permanecerán 1 año en esta división, 'guardándose su lugar en Ascenso MX para temporada 2016-2017 siempre y cuando durante ese año cubran los requisitos, vaya es un caso parecido al de Alebrijes de Oaxaca.
- Aunque Atlético Veracruz descendió, debido a diversos cambios de Clubes y/o compra franquicias en la División, además de la inclusión de filiales de Liga MX, se mantendrán en la división.
- En cuanto al ascenso de Club Deportivo Uruapan en lugar de subir a Liga Premier de Ascenso, subió a Liga de Nuevos Talentos junto con Club Sporting Canamy -los finalistas de Tercera División de México, recordando que el campeón sube 2 divisiones de Tercera a Segunda Premier y el Subcampeón de Tercera a Segunda Nuevos Talentos-, debido a los reglamentos de la FMF, que no cumplen con los requisitos en cuanto a infraestructura, y por lo tanto Uruapan no jugará la Temporada 2015-2016 de la Liga Premier, además también por los cambios y ajustes realizados en esta división. Curiosamente esos 2 equipos ascendidos de Tercera a Nuevos Talentos -sobre todo Sporting Canamy- tuvieron roce en la final de partido, en la cual hubo golpes. Fuente: http://diarioabc.mx/noticias/?p=8925.
Demás cambios consultar:
Fuente: Página oficial Segunda División Profesional https://web.archive.org/web/20150623074642/http://www.enascenso.com/premier-estrena-26-equipos/

## Equipos participantes

### Cambios
- Se integraron a la liga 18 equipos filiales de los clubes de primera división.
- Estudiantes Tecos se mudó a Zacatecas y se convirtió en Mineros de Zacatecas "B".
- Internacional de Acapulco FC se mudó al Estado de México y se convirtió en AEM Fútbol Club.
- Teca UTN fue vendido y se convirtió en Chapulineros de Oaxaca
- Club Irapuato regresó tras un año en la Liga de Ascenso.
- Cachorros U. de G. regresó tras un año de ausencia.
- Petroleros de Veracruz, Club Deportivo Tepatitlán de Morelos y Atlético Cuernavaca se integraron por primera vez a la liga.
- Desaparecieron Atlético Chiapas, Toros Neza, Atlético Coatzacoalcos.

### Equipos por Entidad Federativa
| Entidad Federativa | N.º | Equipos                                                                     |
| ------------------ | --- | --------------------------------------------------------------------------- |
| Estado de México   | 5   | AEM, Atlético Veracruz, Real Cuautitlán, Toluca Premier y UAEM              |
| Jalisco            | 4   | Atlas Premier, Guadalajara Premier, Cachorros U. de G., y Tepatitlán        |
| Veracruz           | 3   | Orizaba, Petroleros de Veracruz y Veracruz Premier                          |
| Hidalgo            | 3   | Cruz Azul Hidalgo, Cruz Azul Premier y Pachuca Premier                      |
| Nuevo León         | 2   | Monterrey Premier y Tigres de la Universidad Autónoma de Nuevo León Premier |
| Quintana Roo       | 2   | Inter Playa y Pioneros                                                      |
| Tamaulipas         | 2   | Reynosa FC y Tampico Madero                                                 |
| Ciudad de México   | 2   | América Premier y UNAM Premier                                              |
| Guanajuato         | 2   | Irapuato y León Premier                                                     |
| Sinaloa            | 2   | Dorados "B y Murciélagos "B"                                                |
| Chiapas            | 2   | Chiapas Premier y Ocelotes UNACH                                            |
| Zacatecas          | 2   | Mineros "B" y UAZ                                                           |
| Chihuahua          | 2   | UACH y UACJ                                                                 |
| Baja California    | 1   | Tijuana Premier                                                             |
| Colima             | 1   | Loros de Colima                                                             |
| Coahuila           | 1   | Santos Laguna Premier                                                       |
| Durango            | 1   | Durango                                                                     |
| Michoacán          | 1   | Morelia Premier                                                             |
| Morelos            | 1   | Athletic Club Morelos                                                       |
| Nayarit            | 1   | Coras "B"                                                                   |
| Oaxaca             | 1   | Chapulineros                                                                |
| Puebla             | 1   | Puebla Premier                                                              |
| San Luis Potosí    | 1   | Santos de Soledad                                                           |
| Sonora             | 1   | Cimarrones "B"                                                              |
| Tlaxcala           | 1   | Tlaxcala                                                                    |

### Información de los equipos participantes

#### Grupo 1
| Equipo                                      | Sede                                         | Entrenador           | Estadio                           | Filial de                |
| ------------------------------------------- | -------------------------------------------- | -------------------- | --------------------------------- | ------------------------ |
| Cimarrones "B"                              | Hermosillo, Sonora                           | Jonas Pérez          | Héctor Espino González            | Cimarrones de Sonora     |
| Coras de Tepic "B"                          | Tepic, Nayarit                               | Ramón Rodríguez      | Olímpico Santa Teresita           | Coras de Tepic           |
| Dorados Premier                             | Culiacan, Sinaloa                            | Omar Briceño         | Banorte                           | Dorados de Sinaloa       |
| Durango                                     | Durango, Durango                             | Enrique Vizcarra     | Francisco Zarco                   |                          |
| Mineros de Zacatecas "B"                    | Zacatecas, Zacatecas                         | Mauricio Gallaga     | Francisco Villa                   | Mineros de Zacatecas     |
| Murciélagos "B"                             | Guamúchil, Sinaloa                           | Roberto Castro       | Coloso del Dique                  | Murciélagos Fútbol Club  |
| Monterrey Premier                           | Santiago, Nuevo León                         | Juan Carlos Barrón   | El Barrial                        | Club de Fútbol Monterrey |
| Reynosa                                     | Reynosa, Tamaulipas                          | Ramón Villa Zeballos | Reynosa                           |                          |
| Santos Soledad                              | Soledad de Graciano Sánchez, San Luis Potosí | Oscar Cabrera        | Unidad Deportiva 21 de Marzo      |                          |
| Santos Laguna Premier                       | Torreón, Coahuila                            | Miguel Ángel Vargas  | TSM Cancha Externa No. 5          | Club Santos Laguna       |
| Tigres Premier                              | Zuazua, Nuevo León                           | Reinaldo Lima        | Instalaciones de Zuazua No. 2     | Tigres de la UANL        |
| Tijuana Premier                             | Tijuana, Baja California                     | Diego Torres Ortiz   | Caliente                          | Club Tijuana             |
| Dorados UACH                                | Chihuahua, Chihuahua                         | Francisco Gamboa     | Olímpico Universitario José Baeza |                          |
| Indios UACJ                                 | Ciudad Juarez, Chihuahua                     | Marcelino Bernal     | Olímpico Benito Juárez            |                          |
| Tuzos UAZ                                   | Zacatecas, Zacatecas                         | Guadalupe Rubio      | Francisco Villa                   |                          |
| Datos actualizados al 13 de agosto de 2015. |                                              |                      |                                   |                          |

#### Grupo 2
| Equipo                                      | Sede                                 | Entrenador              | Estadio                              | Filial de                  |
| ------------------------------------------- | ------------------------------------ | ----------------------- | ------------------------------------ | -------------------------- |
| A.E.M. Fútbol Club                          | Cuautitlán Izcalli, Estado de México | Aarón Huesca            | Hugo Sánchez Márquez                 |                            |
| Atlas Premier                               | Zapopan, Jalisco                     | Guadalupe Ramos         | Alfredo "Pistache" Torres            | Atlas de Guadalajara       |
| Cachorros U. de G.                          | Guadalajara, Jalisco                 | Sergio Díaz             | Jalisco / Club UdeG La primavera     | Universidad de Guadalajara |
| Club Tepatitlán                             | Tepatitlán de Morelos, Jalisco       | Ricardo Fernández       | Gregorio "Tepa" Gómez                | Atlético San Luis          |
| Cruz Azul Hidalgo                           | Ciudad Cooperativa Jasso, Hidalgo    | Jesús Aguado            | 10 de diciembre                      | Cruz Azul Fútbol Club      |
| Guadalajara Premier                         | Zapopan, Jalisco                     | José de Jesús Rodríguez | Verde Valle                          | Club Deportivo Guadalajara |
| Irapuato                                    | Irapuato, Guanajuato                 | Ernesto Sosa            | Sergio León Chávez                   | Celaya Fútbol Club         |
| León Premier                                | León, Guanajuato                     | Alfredo Murguía         | Casa Club León                       | Club León                  |
| Loros de Colima                             | Colima, Colima                       | Víctor Hugo Mora        | Olímpico Universitario de Colima     |                            |
| Morelia Premier                             | Zacapu, Michoacán                    | Mario Díaz Pérez        | Morelos                              | Monarcas Morelia           |
| Pachuca Premier                             | San Agustín Tlaxiaca, Hidalgo        | Silvio Rudman           | Instalaciones Universidad del Fútbol | Club de Fútbol Pachuca     |
| Querétaro Premier                           | Querétaro, Querétaro                 | Alberto Coyote          | La Corregidora                       | Querétaro Fútbol Club      |
| Real Cuautitlán                             | Cuautitlán, Estado de México         | Christian Ramírez       | Los Pinos                            |                            |
| Toluca Premier                              | Metepec, Estado de México            | José Edmundo Núñez      | Instalaciones de Metepec             | Deportivo Toluca           |
| Potros UAEM                                 | Toluca, Estado de México             | Omar Ramírez Lara       | Alberto "Chivo" Córdoba              |                            |
| Datos actualizados al 13 de agosto de 2015. |                                      |                         |                                      |                            |

#### Grupo 3
| Equipo                                      | Sede                              | Entrenador            | Estadio                             | Filial de                   |
| ------------------------------------------- | --------------------------------- | --------------------- | ----------------------------------- | --------------------------- |
| América Premier                             | México, Distrito Federal          | Pablo Luna            | Inst. Club América Cancha No. 2     | Club América                |
| Athletic Club Morelos                       | Cuernavaca, Morelos               | Miguel Velázquez      | Centenario                          | Club Zacatepec              |
| Atlético Veracruz                           | Texcoco, Estado de México         | Eduardo Pacheco       | Municipal Claudio Suárez            |                             |
| Chapulineros de Oaxaca                      | Oaxaca, Oaxaca                    | Carlos Ayala          | Benito Juárez                       | Alebrijes de Oaxaca         |
| Chiapas Premier                             | Tuxtla Gutiérrez, Chiapas         | Ignacio Negrete       | Víctor Manuel Reyna                 | Chiapas Fútbol Club         |
| Cruz Azul Premier                           | Ciudad Cooperativa Jasso, Hidalgo | Fidel González        | 10 de diciembre                     | Cruz Azul Fútbol Club       |
| Inter Playa                                 | Playa del Carmen, Quintana Roo    | Jair Real             | Mario Villanueva Madrid             |                             |
| Ocelotes UNACH                              | Tapachula, Chiapas                | Antonio Taboada       | Olímpico de Tapachula               |                             |
| Orizaba                                     | Orizaba, Veracruz                 | Martín Pérez Padrón   | Socum                               | Tiburones Rojos de Veracruz |
| Petroleros                                  | Boca del Río, Veracruz            | Israel Castillo       | Unidad Deportiva Hugo Sánchez       |                             |
| Pioneros Cancún                             | Cancún, Quintana Roo              | Narciso Morales       | Olímpico Andrés Quintana Roo        |                             |
| Puebla Premier                              | Puebla, Puebla                    | Fernando Palomeque    | Unidad Deportiva Mario Vázquez Raña | Puebla Fútbol Club          |
| Tampico Madero                              | Tampico Madero, Tamaulipas        | Mario García Covalles | Tamaulipas                          |                             |
| Tlaxcala F.C.                               | Tlaxcala, Tlaxcala                | Pablo Sabater         | Tlahuicole                          | Club de Fútbol Pachuca      |
| Pumas Premier                               | México, Distrito Federal          | Raúl Alpizar          | La Cantera                          | Club Universidad Nacional   |
| Veracruz Premier                            | Coatzacoalcos, Veracruz           | Pedro Osorio          | Rafael Hernández Ochoa              | Tiburones Rojos de Veracruz |
| Datos actualizados al 13 de agosto de 2015. |                                   |                       |                                     |                             |

### Cambios de entrenadores
| Equipo                   | Entrenador (jornadas)                                                    |
| ------------------------ | ------------------------------------------------------------------------ |
| Real Cuautitlán          | Isidro Sánchez Macip (1–3) Fernando Cuétara* (4) Christian Ramírez (5- ) |
| Cimarrones de Sonora "B" | Javier López López (1–7) Jonas Pérez Murillo (8-14)                      |
| Ocelotes UNACH           | Antonio Taboada (1–6) Mario Ochoa* (7) Martín Macías (8- )               |

## Torneo Regular
- Los horarios son correspondientes al Tiempo del Centro de México (UTC-6 y UTC-5 en horario de verano).

### Jornada 1
| Indios UACJ              | 1 - 1    | Tijuana Premier       | Olímpico Benito Juárez            | 14 de agosto    | 19:00           |
| Dorados UACH             | 0 - 1    | Cimarrones "B"        | Olímpico Universitario José Baeza | 14 de agosto    | 20:30           |
| Dorados Premier          | 3 - 2    | Alacranes Durango     | Banorte                           | 15 de agosto    | 11:00           |
| Mineros de Zacatecas "B" | 3 - 0    | Monterrey Premier     | Francisco Villa                   | 15 de agosto    | 11:00           |
| Tigres Premier           | 1 - 1    | Tuzos UAZ             | Instalaciones de Zuazua No. 2     | 15 de agosto    | 16:00           |
| Reynosa F.C.             | 1 - 0    | Santos Laguna Premier | Reynosa                           | 15 de agosto    | 19:45           |
| Santos Soledad           | 1 - 0    | Coras de Tepic "B"    | Unidad Deportiva 21 de Marzo      | 16 de agosto    | 12:00           |
| DESCANSO                 | DESCANSO | DESCANSO              | Murciélagos "B"                   | Murciélagos "B" | Murciélagos "B" |

| Pachuca Premier    | 2 - 1    | Real Cuautitlán           | Instalaciones Universidad del Fútbol | 14 de agosto    | 10:00           |
| Potros UAEM        | 3 - 0    | Guadalajara Premier       | Alberto "Chivo" Córdoba              | 14 de agosto    | 16:00           |
| Atlas Premier      | 3 - 1    | Toluca Premier            | Alfredo "Pistache" Torres            | 14 de agosto    | 17:00           |
| Cachorros U. de G. | 1 - 2    | Morelia Premier           | Jalisco                              | 15 de agosto    | 12:00           |
| Querétaro Premier  | 2 - 2    | Atlético Estado de México | La Corregidora                       | 15 de agosto    | 12:00           |
| Loros de Colima    | 2 - 0    | León Premier              | Olímpico Universitario de Colima     | 15 de agosto    | 16:00           |
| Cruz Azul Hidalgo  | 2 - 0    | Irapuato                  | 10 de diciembre                      | 16 de agosto    | 12:00           |
| DESCANSO           | DESCANSO | DESCANSO                  | Club Tepatitlán                      | Club Tepatitlán | Club Tepatitlán |

| Inter Playa del Carmen | 0 - 0 | Chiapas Premier       | Mario Villanueva Madrid       | 14 de agosto  | 20:00 |
| Orizaba                | 0 - 0 | Puebla Premier        | Socum                         | 15 de agosto  | 12:00 |
| Pioneros Cancún        | 0 - 0 | América Premier       | Olímpico Andrés Quintana Roo  | 15 de agosto  | 16:00 |
| Veracruz Premier       | 2 - 0 | Pumas Premier         | Rafael Hernández Ochoa        | 15 de agosto  | 17:00 |
| Tlaxcala F.C.          | 0 - 0 | Tampico Madero        | Tlahuicole                    | 15 de agosto  | 18:00 |
| Petroleros Veracruz    | 3 - 2 | Cruz Azul Premier     | Unidad Deportiva Hugo Sánchez | 15 de agosto  | 19:00 |
| Chapulineros Oaxaca    | 1 - 1 | Athletic Club Morelos | Benito Juárez                 | 16 de agosto  | 12:00 |
| Ocelotes UNACH         | 2 - 0 | Atlético Veracruz     | Olímpico de Tapachula         | 28 de octubre | 16:00 |

### Jornada 2
| Tijuana Premier       | 1 - 0    | Tigres Premier           | Caliente                 | 21 de agosto      | 12:00             |
| Tuzos UAZ             | 0 - 0    | Dorados UACH             | Francisco Villa          | 22 de agosto      | 16:00             |
| Santos Laguna Premier | 1 - 3    | Santos Soledad           | TSM Cancha Externa No. 5 | 22 de agosto      | 18:00             |
| Coras de Tepic "B"    | 1 - 2    | Mineros de Zacatecas "B" | Olímpico Santa Teresita  | 22 de agosto      | 21:30             |
| Cimarrones "B"        | 2 - 1    | Reynosa F.C.             | Héctor Espino González   | 22 de agosto      | 22:00             |
| Murciélagos "B"       | 1 - 1    | Indios UACJ              | Coloso del Dique         | 22 de agosto      | 22:00             |
| Monterrey Premier     | 2 - 1    | Dorados Premier          | El Barrial               | 23 de agosto      | 11:00             |
| DESCANSO              | DESCANSO | DESCANSO                 | Alacranes Durango        | Alacranes Durango | Alacranes Durango |

| León Premier              | 0 - 2    | Cruz Azul Hidalgo  | Casa Club León               | 21 de agosto    | 10:00           |
| Morelia Premier           | 1-0      | Atlas Premier      | Cancha Anexa Estadio Morelos | 21 de agosto    | 12:00           |
| Guadalajara Premier       | 2 - 5    | Club Tepatitlán    | Verde Valle                  | 21 de agosto    | 16:00           |
| Toluca Premier            | 0 - 4    | Potros UAEM        | Instalaciones de Metepec     | 22 de agosto    | 10:00           |
| Real Cuautitlán           | 1 - 3    | Querétaro Premier  | Los Pinos                    | 22 de agosto    | 12:00           |
| Atlético Estado de México | 2 - 1    | Loros de Colima    | Hugo Sánchez Márquez         | 22 de agosto    | 16:00           |
| Irapuato                  | 4 - 0    | Cachorros U. de G. | Sergio León Chávez           | 23 de agosto    | 16:00           |
| DESCANSO                  | DESCANSO | DESCANSO           | Pachuca Premier              | Pachuca Premier | Pachuca Premier |

| Pumas Premier         | 2 - 0 | Orizaba                | La Cantera                          | 21 de agosto | 10:00 |
| Cruz Azul Premier     | 0 - 2 | Chapulineros Oaxaca    | 10 de diciembre                     | 22 de agosto | 11:00 |
| Puebla Premier        | 3 - 1 | Pioneros Cancún        | Unidad Deportiva Mario Vázquez Raña | 22 de agosto | 12:00 |
| Athletic Club Morelos | 2 - 0 | Ocelotes UNACH         | Centenario                          | 22 de agosto | 16:00 |
| Chiapas Premier       | 1 - 1 | Petroleros Veracruz    | Víctor Manuel Reyna                 | 22 de agosto | 16:00 |
| Tampico Madero        | 3 - 2 | Inter Playa del Carmen | Tamaulipas                          | 22 de agosto | 20:00 |
| América Premier       | 2 - 1 | Tlaxcala F.C.          | Inst. Club América Cancha No. 2     | 23 de agosto | 10:00 |
| Atlético Veracruz     | 2 - 1 | Veracruz Premier       | Municipal Claudio Suárez            | 23 de agosto | 12:00 |

### Jornada 3
| Dorados UACH             | 3 - 1    | Tijuana Premier       | Olímpico Universitario José Baeza | 28 de agosto | 20:30       |
| Dorados Premier          | 5 - 0    | Coras de Tepic "B"    | Banorte                           | 29 de agosto | 11:00       |
| Mineros de Zacatecas "B" | 0 - 1    | Santos Laguna Premier | Francisco Villa                   | 29 de agosto | 11:00       |
| Alacranes Durango        | 1 - 1    | Monterrey Premier     | Francisco Zarco                   | 29 de agosto | 16:00       |
| Tigres Premier           | 1 - 0    | Murciélagos "B"       | Instalaciones de Zuazua No. 2     | 29 de agosto | 16:00       |
| Reynosa F.C.             | 0 - 0    | Tuzos UAZ             | Reynosa                           | 29 de agosto | 19:45       |
| Santos Soledad           | 0 - 1    | Cimarrones "B"        | Unidad Deportiva 21 de Marzo      | 30 de agosto | 12:00       |
| DESCANSO                 | DESCANSO | DESCANSO              | Indios UACJ                       | Indios UACJ  | Indios UACJ |

| Pachuca Premier    | 0 - 1    | Guadalajara Premier       | Instalaciones Universidad del Fútbol | 28 de agosto      | 10:00             |
| Potros UAEM        | 3 - 2    | Club Tepatitlán           | Alberto "Chivo" Córdoba              | 28 de agosto      | 16:00             |
| Atlas Premier      | 2 - 1    | Irapuato                  | Alfredo "Pistache" Torres            | 28 de agosto      | 17:00             |
| Toluca Premier     | 0 - 0    | Morelia Premier           | Instalaciones de Metepec             | 29 de agosto      | 10:00             |
| Cachorros U. de G. | 0 - 3    | León Premier              | Club UdeG La Primavera               | 29 de agosto      | 12:00             |
| Loros de Colima    | 3 - 0    | Real Cuautitlán           | Olímpico Universitario de Colima     | 29 de agosto      | 16:00             |
| Cruz Azul Hidalgo  | 0 - 1    | Atlético Estado de México | 10 de diciembre                      | 30 de agosto      | 12:00             |
| DESCANSO           | DESCANSO | DESCANSO                  | Querétaro Premier                    | Querétaro Premier | Querétaro Premier |

| Inter Playa del Carmen | 0 - 0 | América Premier       | Mario Villanueva Madrid             | 28 de agosto | 20:00 |
| Puebla Premier         | 1 - 1 | Pumas Premier         | Unidad Deportiva Mario Vázquez Raña | 29 de agosto | 12:00 |
| Orizaba                | 1 - 0 | Atlético Veracruz     | Socum                               | 29 de agosto | 12:00 |
| Pioneros Cancún        | 1 - 1 | Tlaxcala F.C.         | Olímpico Andrés Quintana Roo        | 29 de agosto | 16:00 |
| Ocelotes UNACH         | 1 - 1 | Cruz Azul Premier     | Olímpico de Tapachula               | 29 de agosto | 16:00 |
| Veracruz Premier       | 2 - 2 | Athletic Club Morelos | Rafael Hernández Ochoa              | 29 de agosto | 17:00 |
| Petroleros Veracruz    | 1 - 3 | Tampico Madero        | Unidad Deportiva Hugo Sánchez       | 29 de agosto | 19:00 |
| Chapulineros Oaxaca    | 1 - 0 | Chiapas Premier       | Benito Juárez                       | 30 de agosto | 12:00 |

### Jornada 4
| Tijuana Premier       | 2 - 1    | Reynosa F.C.             | Caliente                 | 4 de septiembre   | 12:00             |
| Indios UACJ           | 1 - 1    | Tigres Premier           | Olímpico Benito Juárez   | 4 de septiembre   | 19:00             |
| Coras de Tepic "B"    | 4 - 1    | Alacranes Durango        | Olímpico Santa Teresita  | 4 de septiembre   | 21:30             |
| Tuzos UAZ             | 2 - 0    | Santos Soledad           | Francisco Villa          | 5 de septiembre   | 16:00             |
| Santos Laguna Premier | 3 - 0    | Dorados Premier          | TSM Cancha Externa No. 5 | 5 de septiembre   | 18:00             |
| Cimarrones "B"        | 1 - 3    | Mineros de Zacatecas "B" | Héctor Espino González   | 5 de septiembre   | 21:00             |
| Murciélagos "B"       | 0 - 0    | Dorados UACH             | Coloso del Dique         | 5 de septiembre   | 22:00             |
| DESCANSO              | DESCANSO | DESCANSO                 | Monterrey Premier        | Monterrey Premier | Monterrey Premier |

| León Premier              | 0 - 1    | Atlas Premier      | Casa Club León                       | 4 de septiembre | 10:00           |
| Guadalajara Premier       | 0 - 0    | Querétaro Premier  | Verde Valle                          | 4 de septiembre | 12:00           |
| Pachuca Premier           | 2 - 1    | Club Tepatitlán    | Instalaciones Universidad del Fútbol | 4 de septiembre | 12:00           |
| Real Cuautitlán           | 0 - 2    | Cruz Azul Hidalgo  | Los Pinos                            | 5 de septiembre | 12:00           |
| Atlético Estado de México | 0 - 0    | Cachorros U. de G. | Hugo Sánchez Márquez                 | 5 de septiembre | 16:00           |
| Morelia Premier           | 1 - 1    | Potros UAEM        | Cancha Anexa Estadio Morelos         | 6 de septiembre | 12:00           |
| Irapuato                  | 2 - 2    | Toluca Premier     | Sergio León Chávez                   | 6 de septiembre | 16:00           |
| DESCANSA                  | DESCANSA | DESCANSA           | Loros de Colima                      | Loros de Colima | Loros de Colima |

| Pumas Premier         | 3 - 2 | Pioneros Cancún        | La Cantera                      | 4 de septiembre | 10:00 |
| Cruz Azul Premier     | 2 - 1 | Veracruz Premier       | 10 de diciembre                 | 5 de septiembre | 11:00 |
| Athletic Club Morelos | 0 - 0 | Orizaba                | Centenario                      | 5 de septiembre | 16:00 |
| Chiapas Premier       | 3 - 2 | Ocelotes UNACH         | Víctor Manuel Reyna             | 5 de septiembre | 16:00 |
| Atlético Veracruz     | 2 - 0 | Puebla Premier         | Municipal Claudio Suárez        | 5 de septiembre | 16:00 |
| Tlaxcala F.C.         | 1 - 1 | Inter Playa del Carmen | Tlahuicole                      | 5 de septiembre | 18:00 |
| Tampico Madero        | 3 - 0 | Chapulineros Oaxaca    | Tamaulipas                      | 5 de septiembre | 20:00 |
| América Premier       | 6 - 0 | Petroleros Veracruz    | Inst. Club América Cancha No. 2 | 6 de septiembre | 10:00 |

### Jornada 5
| Dorados UACH             | 1 - 1    | Indios UACJ           | Olímpico Universitario José Baeza | 11 de septiembre | 20:30          |
| Mineros de Zacatecas "B" | 0 - 0    | Tuzos UAZ             | Francisco Villa                   | 12 de septiembre | 11:00          |
| Alacranes Durango        | 3 - 0    | Santos Laguna Premier | Francisco Zarco                   | 12 de septiembre | 16:00          |
| Reynosa F.C.             | 0 - 2    | Murciélagos "B"       | Reynosa                           | 12 de septiembre | 19:45          |
| Monterrey Premier        | 0 - 1    | Coras de Tepic "B"    | El Barrial                        | 13 de septiembre | 10:30          |
| Dorados Premier          | 1 - 1    | Cimarrones "B"        | Banorte                           | 13 de septiembre | 11:00          |
| Santos Soledad           | 3 - 0    | Tijuana Premier       | Unidad Deportiva 21 de Marzo      | 13 de septiembre | 12:00          |
| DESCANSO                 | DESCANSO | DESCANSO              | Tigres Premier                    | Tigres Premier   | Tigres Premier |

| Atlas Premier      | 2 - 1    | Atlético Estado de México | Alfredo "Pistache" Torres        | 11 de septiembre  | 10:00             |
| Potros UAEM        | 3 - 1    | Pachuca Premier           | Alberto "Chivo" Córdoba          | 11 de septiembre  | 16:00             |
| Morelia Premier    | 2 - 3    | Irapuato                  | Cancha Anexa Estadio Morelos     | 11 de septiembre  | 16:00             |
| Toluca Premier     | 2 - 1    | León Premier              | Instalaciones de Metepec         | 12 de septiembre  | 10:00             |
| Cachorros U. de G. | 4 - 0    | Real Cuautitlán           | Club UdeG La Primavera           | 12 de septiembre  | 12:00             |
| Querétaro Premier  | 0 - 1    | Club Tepatitlán           | La Corregidora                   | 12 de septiembre  | 12:00             |
| Loros de Colima    | 3 - 1    | Guadalajara Premier       | Olímpico Universitario de Colima | 12 de septiembre  | 16:00             |
| DESCANSO           | DESCANSO | DESCANSO                  | Cruz Azul Hidalgo                | Cruz Azul Hidalgo | Cruz Azul Hidalgo |

| Pumas Premier       | 5 - 1 | Atlético Veracruz      | La Cantera                          | 11 de septiembre | 10:00 |
| Orizaba             | 2 - 0 | Cruz Azul Premier      | Socum                               | 12 de septiembre | 12:00 |
| Puebla Premier      | 4 - 2 | Athletic Club Morelos  | Unidad Deportiva Mario Vázquez Raña | 12 de septiembre | 12:00 |
| Pioneros Cancún     | 3 - 0 | Inter Playa del Carmen | Olímpico Andrés Quintana Roo        | 12 de septiembre | 16:00 |
| Veracruz Premier    | 2 - 0 | Chiapas Premier        | Rafael Hernández Ochoa              | 12 de septiembre | 17:00 |
| Petroleros Veracruz | 0 - 3 | Tlaxcala F.C.          | Unidad Deportiva Hugo Sánchez       | 12 de septiembre | 19:00 |
| Ocelotes UNACH      | 0 - 1 | Tampico Madero         | Olímpico de Tapachula               | 13 de septiembre | 9:30  |
| Chapulineros Oaxaca | 0 - 1 | América Premier        | Benito Juárez                       | 13 de septiembre | 12:00 |

### Jornada 6
| Tijuana Premier       | 1 - 2    | Mineros de Zacatecas "B" | Caliente                      | 18 de septiembre   | 12:00              |
| Indios UACJ           | 1 - 4    | Reynosa F.C.             | Olímpico Benito Juárez        | 18 de septiembre   | 19:00              |
| Cimarrones "B"        | 1 - 1    | Alacranes Durango        | Héctor Espino                 | 19 de septiembre   | 12:00              |
| Tigres Premier        | 5 - 1    | Dorados UACH             | Instalaciones de Zuazua No. 2 | 19 de septiembre   | 16:00              |
| Tuzos UAZ             | 2 - 2    | Dorados Premier          | Francisco Villa               | 19 de septiembre   | 16:00              |
| Santos Laguna Premier | 0 - 0    | Monterrey Premier        | TSM Cancha Externa No. 5      | 19 de septiembre   | 18:00              |
| Murciélagos "B"       | 1 - 0    | Santos Soledad           | Coloso del Dique              | 19 de septiembre   | 22:00              |
| DESCANSO              | DESCANSO | DESCANSO                 | Coras de Tepic "B"            | Coras de Tepic "B" | Coras de Tepic "B" |

| León Premier              | 4 - 1    | Morelia Premier   | Casa Club León                       | 18 de septiembre   | 10:00              |
| Pachuca Premier           | 0 - 1    | Querétaro Premier | Instalaciones Universidad del Fútbol | 18 de septiembre   | 12:00              |
| Guadalajara Premier       | 0 - 1    | Cruz Azul Hidalgo | Verde Valle                          | 18 de septiembre   | 16:00              |
| Real Cuautitlán           | 2 - 1    | Atlas Premier     | Los Pinos                            | 19 de septiembre   | 12:00              |
| Loros de Colima           | 1 - 0    | Club Tepatitlán   | Olímpico Universitario de Colima     | 19 de septiembre   | 16:00              |
| Atlético Estado de México | 4 - 1    | Toluca Premier    | Hugo Sánchez Márquez                 | 19 de septiembre   | 16:00              |
| Irapuato                  | 0 - 1    | Potros UAEM       | Sergio León Chávez                   | 20 de septiembre   | 16:00              |
| DESCANSO                  | DESCANSO | DESCANSO          | Cachorros U. de G.                   | Cachorros U. de G. | Cachorros U. de G. |

| Inter Playa del Carmen | 2 - 0 | Petroleros Veracruz | Mario Villanueva Madrid         | 18 de septiembre | 20:00 |
| Cruz Azul Premier      | 1 - 2 | Puebla Premier      | 10 de diciembre                 | 19 de septiembre | 11:00 |
| Athletic Club Morelos  | 2 - 2 | Pumas Premier       | Centenario                      | 19 de septiembre | 16:00 |
| Chiapas Premier        | 1 - 0 | Orizaba             | Víctor Manuel Reyna             | 19 de septiembre | 16:00 |
| Atlético Veracruz      | 1 - 2 | Pioneros Cancún     | Municipal Claudio Suárez        | 19 de septiembre | 16:00 |
| Tlaxcala F.C.          | 2 - 0 | Chapulineros Oaxaca | Tlahuicole                      | 19 de septiembre | 18:00 |
| Tampico Madero         | 1 - 0 | Veracruz Premier    | Tamaulipas                      | 19 de septiembre | 20:00 |
| América Premier        | 6 - 0 | Ocelotes UNACH      | Inst. Club América Cancha No. 2 | 20 de septiembre | 10:00 |

### Jornada 7
| Mineros de Zacatecas "B" | 3 - 0    | Murciélagos "B"       | Francisco Villa              | 25 de septiembre | 11:00        |
| Alacranes Durango        | 1 - 2    | Tuzos UAZ             | Francisco Zarco              | 25 de septiembre | 16:00        |
| Reynosa F.C.             | 1 - 2    | Tigres Premier        | Reynosa                      | 25 de septiembre | 19:45        |
| Coras de Tepic "B"       | 2 - 2    | Santos Laguna Premier | Olímpico Santa Teresita      | 25 de septiembre | 20:00        |
| Dorados Premier          | 2 - 1    | Tijuana Premier       | Banorte                      | 26 de septiembre | 11:00        |
| Monterrey Premier        | 3 - 1    | Cimarrones "B"        | El Barrial                   | 26 de septiembre | 11:00        |
| Santos Soledad           | 2 - 1    | Indios UACJ           | Unidad Deportiva 21 de Marzo | 26 de septiembre | 12:00        |
| DESCANSO                 | DESCANSO | DESCANSO              | Dorados UACH                 | Dorados UACH     | Dorados UACH |

| Potros UAEM        | 1 - 0    | Querétaro Premier         | Alberto "Chivo" Córdoba          | 25 de septiembre | 16:00         |
| Morelia Premier    | 3 - 0    | Atlético Estado de México | Cancha Anexa Estadio Morelos     | 25 de septiembre | 16:00         |
| Toluca Premier     | 4 - 1    | Real Cuautitlán           | Instalaciones de Metepec         | 26 de septiembre | 10:00         |
| Cachorros U. de G. | 3 - 1    | Guadalajara Premier       | Club UdeG La Primavera           | 26 de septiembre | 12:00         |
| Loros de Colima    | 4 - 0    | Pachuca Premier           | Olímpico Universitario de Colima | 26 de septiembre | 16:00         |
| Cruz Azul Hidalgo  | 1 - 2    | Club Tepatitlán           | 10 de diciembre                  | 27 de septiembre | 12:00         |
| Irapuato           | 2 - 2    | León Premier              | Sergio León Chávez               | 27 de septiembre | 16:00         |
| DESCANSO           | DESCANSO | DESCANSO                  | Atlas Premier                    | Atlas Premier    | Atlas Premier |

| Pumas Premier       | 3 - 2 | Cruz Azul Premier      | La Cantera                          | 25 de septiembre | 10:00 |
| Puebla Premier      | 3 - 2 | Chiapas Premier        | Unidad Deportiva Mario Vázquez Raña | 26 de septiembre | 10:00 |
| Orizaba             | 1 - 3 | Tampico Madero         | Socum                               | 26 de septiembre | 12:00 |
| Ocelotes UNACH      | 0 - 1 | Tlaxcala F.C.          | Olímpico de Tapachula               | 26 de septiembre | 16:00 |
| Atlético Veracruz   | 1 - 1 | Athletic Club Morelos  | Municipal Claudio Suárez            | 26 de septiembre | 16:00 |
| Veracruz Premier    | 2 - 1 | América Premier        | Rafael Hernández Ochoa              | 26 de septiembre | 17:00 |
| Chapulineros Oaxaca | 1 - 1 | Inter Playa del Carmen | Benito Juárez                       | 27 de septiembre | 12:00 |
| Pioneros Cancún     | 3 - 0 | Petroleros Veracruz    | Olímpico Andrés Quintana Roo        | 26 de octubre    | 16:00 |

### Jornada 8
| Tijuana Premier | 4 - 1    | Alacranes Durango        | Caliente                          | 2 de octubre          | 12:00                 |
| Indios UACJ     | 0 - 1    | Mineros de Zacatecas "B" | Olímpico Benito Juárez            | 2 de octubre          | 19:00                 |
| Dorados UACH    | 2 - 2    | Reynosa F.C.             | Olímpico Universitario José Baeza | 2 de octubre          | 20:30                 |
| Cimarrones "B"  | 3 - 0    | Coras de Tepic "B"       | Héctor Espino                     | 3 de octubre          | 12:00                 |
| Tigres Premier  | 3 - 1    | Santos Soledad           | Instalaciones de Zuazua No. 2     | 3 de octubre          | 12:00                 |
| Tuzos UAZ       | 2 - 1    | Monterrey Premier        | Francisco Villa                   | 3 de octubre          | 16:00                 |
| Murciélagos "B" | 3 - 1    | Dorados Premier          | Coloso del Dique                  | 3 de octubre          | 22:00                 |
| DESCANSO        | DESCANSO | DESCANSO                 | Santos Laguna Premier             | Santos Laguna Premier | Santos Laguna Premier |

| León Premier              | 1 - 3    | Potros UAEM        | Casa Club León                       | 2 de octubre   | 10:00          |
| Pachuca Premier           | 0 - 1    | Cruz Azul Hidalgo  | Instalaciones Universidad del Fútbol | 2 de octubre   | 12:00          |
| Guadalajara Premier       | 1 - 2    | Atlas Premier      | Verde Valle                          | 2 de octubre   | 12:00          |
| Club Tepatitlán           | 3 - 1    | Cachorros U. de G. | Gregorio "Tepa" Gómez                | 3 de octubre   | 12:00          |
| Real Cuautitlán           | 1 - 3    | Morelia Premier    | Los Pinos                            | 3 de octubre   | 12:00          |
| Querétaro Premier         | 0 - 0    | Loros de Colima    | La Corregidora                       | 3 de octubre   | 12:00          |
| Atlético Estado de México | 1 - 3    | Irapuato           | Hugo Sánchez Márquez                 | 3 de octubre   | 16:00          |
| DESCANSO                  | DESCANSO | DESCANSO           | Toluca Premier                       | Toluca Premier | Toluca Premier |

| Inter Playa del Carmen | 1 - 4 | Ocelotes UNACH      | Mario Villanueva Madrid         | 2 de octubre | 20:00 |
| Cruz Azul Premier      | 8 - 1 | Atlético Veracruz   | 10 de diciembre                 | 3 de octubre | 11:00 |
| Athletic Club Morelos  | 2 - 1 | Pioneros Cancún     | Centenario                      | 3 de octubre | 16:00 |
| Chiapas Premier        | 1 - 0 | Pumas Premier       | Víctor Manuel Reyna             | 3 de octubre | 16:00 |
| Tlaxcala F.C.          | 3 - 1 | Veracruz Premier    | Tlahuicole                      | 3 de octubre | 18:00 |
| Petroleros Veracruz    | 0 - 3 | Chapulineros Oaxaca | Unidad Deportiva Hugo Sánchez   | 3 de octubre | 19:00 |
| Tampico Madero         | 3 - 1 | Puebla Premier      | Tamaulipas                      | 3 de octubre | 20:00 |
| América Premier        | 5 - 2 | Orizaba             | Inst. Club América Cancha No. 2 | 4 de octubre | 10:00 |

### Jornada 9
| Coras de Tepic "B"       | 1 - 2    | Tuzos UAZ       | Olímpico Santa Teresita      | 9 de octubre  | 21:30        |
| Mineros de Zacatecas "B" | 1 - 1    | Tigres Premier  | Francisco Villa              | 10 de octubre | 11:00        |
| Santos Laguna Premier    | 0 - 3    | Cimarrones "B"  | TSM Cancha Externa No. 5     | 10 de octubre | 11:15        |
| Alacranes Durango        | 3 - 3    | Murciélagos "B" | Francisco Zarco              | 10 de octubre | 16:00        |
| Dorados Premier          | 2 - 2    | Indios UACJ     | Banorte                      | 11 de octubre | 11:00        |
| Monterrey Premier        | 2 - 0    | Tijuana Premier | El Barrial                   | 11 de octubre | 11:00        |
| Santos Soledad           | 3 - 2    | Dorados UACH    | Unidad Deportiva 21 de Marzo | 11 de octubre | 12:00        |
| DESCANSO                 | DESCANSO | DESCANSO        | Reynosa F.C.                 | Reynosa F.C.  | Reynosa F.C. |

| León Premier       | 0 - 3    | Atlético Estado de México | Casa Club León            | 9 de octubre    | 10:00           |
| Atlas Premier      | 2 - 2    | Club Tepatitlán           | Alfredo "Pistache" Torres | 9 de octubre    | 10:00           |
| Potros UAEM        | 0 - 1    | Loros de Colima           | Alberto "Chivo" Córdoba   | 9 de octubre    | 16:00           |
| Toluca Premier     | 1 - 0    | Guadalajara Premier       | Instalaciones de Metepec  | 10 de octubre   | 10:00           |
| Cachorros U. de G. | 3 - 0    | Pachuca Premier           | Club UdeG La Primavera    | 10 de octubre   | 12:00           |
| Cruz Azul Hidalgo  | 3 - 1    | Querétaro Premier         | 10 de diciembre           | 11 de octubre   | 12:00           |
| Irapuato           | 3 - 0    | Real Cuautitlán           | Sergio León Chávez        | 11 de octubre   | 16:00           |
| DESCANSO           | DESCANSO | DESCANSO                  | Morelia Premier           | Morelia Premier | Morelia Premier |

| Pumas Premier         | 1 - 1 | Tampico Madero         | La Cantera                          | 9 de octubre  | 10:00 |
| Puebla Premier        | 1 - 1 | América Premier        | Unidad Deportiva Mario Vázquez Raña | 10 de octubre | 12:00 |
| Orizaba               | 0 - 6 | Tlaxcala F.C.          | Socum                               | 10 de octubre | 12:00 |
| Athletic Club Morelos | 2 - 0 | Cruz Azul Premier      | Centenario                          | 10 de octubre | 16:00 |
| Ocelotes UNACH        | 3 - 0 | Petroleros Veracruz    | Olímpico de Tapachula               | 10 de octubre | 16:00 |
| Pioneros Cancún       | 2 - 2 | Chapulineros Oaxaca    | Olímpico Andrés Quintana Roo        | 10 de octubre | 16:00 |
| Atlético Veracruz     | 0 - 3 | Chiapas Premier        | Municipal Claudio Suárez            | 10 de octubre | 16:00 |
| Veracruz Premier      | 2 - 2 | Inter Playa del Carmen | Rafael Hernández Ochoa              | 10 de octubre | 17:00 |

### Jornada 10
| Tijuana Premier | 2 - 0    | Coras de Tepic "B"       | Caliente                          | 16 de octubre  | 12:00          |
| Indios UACJ     | 0 - 1    | Alacranes Durango        | Olímpico Benito Juárez            | 16 de octubre  | 19:00          |
| Dorados UACH    | 2 - 0    | Mineros de Zacatecas "B" | Olímpico Universitario José Baeza | 16 de octubre  | 20:30          |
| Tigres Premier  | 2 - 1    | Dorados Premier          | Instalaciones de Zuazua No. 2     | 17 de octubre  | 12:00          |
| Tuzos UAZ       | 2 - 3    | Santos Laguna Premier    | Francisco Villa                   | 17 de octubre  | 16:00          |
| Reynosa F.C.    | 2 - 1    | Santos Soledad           | Reynosa                           | 17 de octubre  | 19:45          |
| Murciélagos "B" | 0 - 0    | Monterrey Premier        | Coloso del Dique                  | 17 de octubre  | 22:00          |
| DESCANSO        | DESCANSO | DESCANSO                 | Cimarrones "B"                    | Cimarrones "B" | Cimarrones "B" |

| Pachuca Premier           | 1 - 1    | Atlas Premier      | Instalaciones Universidad del Fútbol | 16 de octubre | 10:00    |
| Guadalajara Premier       | 1 - 1    | Morelia Premier    | Verde Valle                          | 16 de octubre | 12:00    |
| Real Cuautitlán           | 0 - 0    | León Premier       | Los Pinos                            | 17 de octubre | 12:00    |
| Querétaro Premier         | 0 - 3    | Cachorros U. de G. | La Corregidora                       | 17 de octubre | 12:00    |
| Atlético Estado de México | 1 - 1    | Potros UAEM        | Hugo Sánchez Márquez                 | 17 de octubre | 16:00    |
| Loros de Colima           | 1 - 2    | Cruz Azul Hidalgo  | Olímpico Universitario de Colima     | 17 de octubre | 16:00    |
| Club Tepatitlán           | 2 - 1    | Toluca Premier     | Gregorio "Tepa" Gómez                | 17 de octubre | 17:00    |
| DESCANSO                  | DESCANSO | DESCANSO           | Irapuato                             | Irapuato      | Irapuato |

| América Premier        | 2 - 0 | Pumas Premier         | Inst. Club América Cancha No. 2 | 16 de octubre | 10:00 |
| Inter Playa del Carmen | 1 - 1 | Orizaba               | Mario Villanueva Madrid         | 16 de octubre | 20:00 |
| Cruz Azul Premier      | 0 - 1 | Pioneros Cancún       | 10 de diciembre                 | 17 de octubre | 11:00 |
| Chiapas Premier        | 3 - 2 | Athletic Club Morelos | Víctor Manuel Reyna             | 17 de octubre | 16:00 |
| Tlaxcala F.C.          | 2 - 0 | Puebla Premier        | Tlahuicole                      | 17 de octubre | 18:00 |
| Petroleros Veracruz    | 3 - 1 | Veracruz Premier      | Unidad Deportiva Hugo Sánchez   | 17 de octubre | 19:00 |
| Tampico Madero         | 2 - 1 | Atlético Veracruz     | Tamaulipas                      | 17 de octubre | 20:00 |
| Chapulineros Oaxaca    | 1 - 1 | Ocelotes UNACH        | Benito Juárez                   | 18 de octubre | 12:00 |

### Jornada 11
| Mineros de Zacatecas "B" | 3 - 0    | Reynosa F.C.    | Francisco Villa          | 24 de octubre  | 11:00          |
| Santos Laguna Premier    | 2 - 3    | Tijuana Premier | TSM Cancha Externa No. 5 | 24 de octubre  | 11:15          |
| Cimarrones "B"           | 1 - 1    | Tuzos UAZ       | Héctor Espino            | 24 de octubre  | 12:00          |
| Alacranes Durango        | 2 - 2    | Tigres Premier  | Francisco Zarco          | 24 de octubre  | 16:00          |
| Dorados Premier          | 2 - 3    | Dorados UACH    | Banorte                  | 25 de octubre  | 11:00          |
| Monterrey Premier        | 0 - 1    | Indios UACJ     | El Barrial               | 25 de octubre  | 11:00          |
| Coras de Tepic "B"       | 0 - 0    | Murciélagos "B" | Olímpico Santa Teresita  | 4 de noviembre | 21:30          |
| DESCANSO                 | DESCANSO | DESCANSO        | Santos Soledad           | Santos Soledad | Santos Soledad |

| Atlas Premier             | 1 - 1    | Querétaro Premier   | Alfredo "Pistache" Torres    | 23 de octubre  | 10:00        |
| Potros UAEM               | 0 - 1    | Cruz Azul Hidalgo   | Alberto "Chivo" Córdoba      | 23 de octubre  | 16:00        |
| Morelia Premier           | 2 - 1    | Club Tepatitlán     | Cancha Anexa Estadio Morelos | 23 de octubre  | 16:00        |
| Toluca Premier            | 2 - 2    | Pachuca Premier     | Instalaciones de Metepec     | 24 de octubre  | 10:00        |
| Atlético Estado de México | 2 - 1    | Real Cuautitlán     | Hugo Sánchez Márquez         | 24 de octubre  | 16:00        |
| Cachorros U. de G.        | 3 - 1    | Loros de Colima     | Club UdeG La Primavera       | 28 de octubre  | 12:00        |
| Irapuato                  | 1 - 4    | Guadalajara Premier | Sergio León Chávez           | 4 de noviembre | 15:00        |
| DESCANSO                  | DESCANSO | DESCANSO            | León Premier                 | León Premier   | León Premier |

| Pumas Premier         | 0 - 4 | Tlaxcala F.C.          | La Cantera                          | 23 de octubre | 10:00 |
| Puebla Premier        | 1 - 0 | Inter Playa del Carmen | Unidad Deportiva Mario Vázquez Raña | 24 de octubre | 10:00 |
| Cruz Azul Premier     | 3 - 2 | Chiapas Premier        | 10 de diciembre                     | 24 de octubre | 11:00 |
| Orizaba               | 3 - 4 | Petroleros Veracruz    | Socum                               | 24 de octubre | 12:00 |
| Athletic Club Morelos | 0 - 3 | Tampico Madero         | Centenario                          | 24 de octubre | 16:00 |
| Pioneros Cancún       | 1 - 0 | Ocelotes UNACH         | Olímpico Andrés Quintana Roo        | 24 de octubre | 16:00 |
| Atlético Veracruz     | 0 - 0 | América Premier        | Municipal Claudio Suárez            | 24 de octubre | 16:00 |
| Veracruz Premier      | 1 - 1 | Chapulineros Oaxaca    | Rafael Hernández Ochoa              | 24 de octubre | 17:00 |

### Jornada 12
| Tijuana Premier | 0 - 0    | Cimarrones "B"           | Caliente                          | 30 de octubre  | 11:00     |
| Indios UACJ     | 2 - 0    | Coras de Tepic "B"       | Olímpico Benito Juárez            | 30 de octubre  | 18:00     |
| Dorados UACH    | 0 - 0    | Alacranes Durango        | Olímpico Universitario José Baeza | 30 de octubre  | 20:30     |
| Tigres Premier  | 0 - 0    | Monterrey Premier        | Instalaciones de Zuazua No. 2     | 31 de octubre  | 12:00     |
| Reynosa F.C.    | 2 - 1    | Dorados Premier          | Reynosa                           | 31 de octubre  | 18:45     |
| Murciélagos "B" | 0 - 3    | Santos Laguna Premier    | Coloso del Dique                  | 31 de octubre  | 22:00     |
| Santos Soledad  | 0 - 1    | Mineros de Zacatecas "B" | Unidad Deportiva 21 de Marzo      | 1 de noviembre | 12:00     |
| DESCANSO        | DESCANSO | DESCANSO                 | Tuzos UAZ                         | Tuzos UAZ      | Tuzos UAZ |

| Pachuca Premier     | 3 - 2    | Morelia Premier    | Instalaciones Universidad del Fútbol | 30 de octubre             | 12:00                     |
| Guadalajara Premier | 1 - 1    | León Premier       | Verde Valle                          | 30 de octubre             | 12:00                     |
| Real Cuautitlán     | 0 - 4    | Potros UAEM        | Los Pinos                            | 31 de octubre             | 12:00                     |
| Querétaro Premier   | 1 - 0    | Toluca Premier     | La Corregidora                       | 31 de octubre             | 12:00                     |
| Club Tepatitlán     | 0 - 0    | Irapuato           | Gregorio "Tepa" Gómez                | 31 de octubre             | 16:00                     |
| Loros de Colima     | 0 - 0    | Atlas Premier      | Olímpico Universitario de Colima     | 31 de octubre             | 16:00                     |
| Cruz Azul Hidalgo   | 2 - 2    | Cachorros U. de G. | 10 de diciembre                      | 1 de noviembre            | 12:00                     |
| DESCANSO            | DESCANSO | DESCANSO           | Atlético Estado de México            | Atlético Estado de México | Atlético Estado de México |

| Inter Playa del Carmen | 0 - 0 | Pumas Premier         | Mario Villanueva Madrid         | 30 de octubre  | 19:00 |
| Chiapas Premier        | 3 - 1 | Pioneros Cancún       | Víctor Manuel Reyna             | 31 de octubre  | 16:00 |
| Ocelotes UNACH         | 2 - 0 | Veracruz Premier      | Olímpico de Tapachula           | 31 de octubre  | 16:00 |
| Tlaxcala F.C.          | 2 - 1 | Atlético Veracruz     | Tlahuicole                      | 31 de octubre  | 18:00 |
| Petroleros Veracruz    | 0 - 4 | Puebla Premier        | Unidad Deportiva Hugo Sánchez   | 31 de octubre  | 19:00 |
| Tampico Madero         | 0 - 0 | Cruz Azul Premier     | Tamaulipas                      | 31 de octubre  | 20:00 |
| América Premier        | 2 - 0 | Athletic Club Morelos | Inst. Club América Cancha No. 2 | 1 de noviembre | 10:00 |
| Chapulineros Oaxaca    | 2 - 1 | Orizaba               | Benito Juárez                   | 1 de noviembre | 12:00 |

### Jornada 13
| Cimarrones "B"        | 2 - 1    | Murciélagos "B" | Héctor Espino            | 7 de noviembre           | 11:00                    |
| Santos Laguna Premier | 2 - 1    | Indios UACJ     | TSM Cancha Externa No. 5 | 7 de noviembre           | 11:15                    |
| Alacranes Durango     | 0 - 2    | Reynosa F.C.    | Francisco Zarco          | 7 de noviembre           | 15:00                    |
| Tuzos UAZ             | 2 - 0    | Tijuana Premier | Francisco Villa          | 7 de noviembre           | 16:00                    |
| Coras de Tepic "B"    | 0 - 1    | Tigres Premier  | Olímpico Santa Teresita  | 7 de noviembre           | 20:30                    |
| Dorados Premier       | 3 - 2    | Santos Soledad  | Banorte                  | 8 de noviembre           | 11:00                    |
| Monterrey Premier     | 4 - 2    | Dorados UACH    | El Barrial               | 8 de noviembre           | 11:00                    |
| DESCANSO              | DESCANSO | DESCANSO        | Mineros de Zacatecas "B" | Mineros de Zacatecas "B" | Mineros de Zacatecas "B" |

| León Premier              | 0 - 2    | Club Tepatitlán     | Casa Club León               | 6 de noviembre  | 10:00           |
| Atlas Premier             | 1 - 2    | Cruz Azul Hidalgo   | Alfredo "Pistache" Torres    | 6 de noviembre  | 10:00           |
| Potros UAEM               | 4 - 2    | Cachorros U. de G.  | Alberto "Chivo" Córdoba      | 6 de noviembre  | 16:00           |
| Morelia Premier           | 1 - 2    | Querétaro Premier   | Cancha Anexa Estadio Morelos | 6 de noviembre  | 16:00           |
| Toluca Premier            | 0 - 3    | Loros de Colima     | Instalaciones de Metepec     | 7 de noviembre  | 10:00           |
| Atlético Estado de México | 2 - 4    | Guadalajara Premier | Hugo Sánchez Márquez         | 7 de noviembre  | 15:00           |
| Irapuato                  | 1 - 0    | Pachuca Premier     | Sergio León Chávez           | 8 de noviembre  | 16:00           |
| DESCANSO                  | DESCANSO | DESCANSO            | Real Cuautitlán              | Real Cuautitlán | Real Cuautitlán |

| Pumas Premier         | 6 - 2 | Petroleros Veracruz    | La Cantera                          | 6 de noviembre | 10:00 |
| Chiapas Premier       | 1 - 1 | Tampico Madero         | Víctor Manuel Reyna                 | 7 de noviembre | 10:00 |
| Cruz Azul Premier     | 1 - 2 | América Premier        | 10 de diciembre                     | 7 de noviembre | 11:00 |
| Puebla Premier        | 0 - 3 | Chapulineros Oaxaca    | Unidad Deportiva Mario Vázquez Raña | 7 de noviembre | 12:00 |
| Orizaba               | 0 - 0 | Ocelotes UNACH         | Socum                               | 7 de noviembre | 12:00 |
| Pioneros Cancún       | 4 - 1 | Veracruz Premier       | Olímpico Andrés Quintana Roo        | 7 de noviembre | 14:00 |
| Atlético Veracruz     | 0 - 1 | Inter Playa del Carmen | Municipal Claudio Suárez            | 7 de noviembre | 15:00 |
| Athletic Club Morelos | 1 - 3 | Tlaxcala F.C.          | Centenario                          | 7 de noviembre | 16:00 |

### Jornada 14
| Indios UACJ              | 4 - 2    | Cimarrones "B"        | Olímpico Benito Juárez            | 13 de noviembre | 19:00           |
| Dorados UACH             | 0 - 1    | Coras de Tepic "B"    | Olímpico Universitario José Baeza | 13 de noviembre | 20:30           |
| Mineros de Zacatecas "B" | 4 - 1    | Dorados Premier       | Francisco Villa                   | 14 de noviembre | 11:00           |
| Tigres Premier           | 1 - 2    | Santos Laguna Premier | Instalaciones de Zuazua No. 2     | 14 de noviembre | 12:00           |
| Reynosa F.C.             | 0 - 0    | Monterrey Premier     | Reynosa                           | 14 de noviembre | 19:45           |
| Murciélagos "B"          | 0 - 0    | Tuzos UAZ             | Coloso del Dique                  | 14 de noviembre | 22:00           |
| Santos Soledad           | 0 - 1    | Alacranes Durango     | Unidad Deportiva 21 de Marzo      | 15 de noviembre | 12:00           |
| DESCANSO                 | DESCANSO | DESCANSO              | Tijuana Premier                   | Tijuana Premier | Tijuana Premier |

| Pachuca Premier     | 1 - 2    | León Premier              | Instalaciones Universidad del Fútbol | 13 de noviembre | 12:00       |
| Guadalajara Premier | 1 - 1    | Real Cuautitlán           | Verde Valle                          | 13 de noviembre | 12:00       |
| Cachorros U. de G.  | 0 - 1    | Atlas Premier             | Club UdeG La Primavera               | 14 de noviembre | 12:00       |
| Querétaro Premier   | 2 - 1    | Irapuato                  | La Corregidora                       | 14 de noviembre | 12:00       |
| Loros de Colima     | 1 - 1    | Morelia Premier           | Olímpico Universitario de Colima     | 14 de noviembre | 16:00       |
| Club Tepatitlán     | 3 - 1    | Atlético Estado de México | Gregorio "Tepa" Gómez                | 14 de noviembre | 16:00       |
| Cruz Azul Hidalgo   | 1 - 1    | Toluca Premier            | 10 de diciembre                      | 15 de noviembre | 12:00       |
| DESCANSO            | DESCANSO | DESCANSO                  | Potros UAEM                          | Potros UAEM     | Potros UAEM |

| América Premier        | 3 - 0 | Chiapas Premier       | Inst. Club América Cancha No. 2 | 13 de noviembre | 10:00 |
| Inter Playa del Carmen | 4 - 0 | Athletic Club Morelos | Mario Villanueva Madrid         | 13 de noviembre | 19:00 |
| Pioneros Cancún        | 2 - 1 | Tampico Madero        | Olímpico Andrés Quintana Roo    | 14 de noviembre | 14:00 |
| Ocelotes UNACH         | 1 - 2 | Puebla Premier        | Olímpico de Tapachula           | 14 de noviembre | 16:00 |
| Petroleros Veracruz    | 2 - 1 | Atlético Veracruz     | Unidad Deportiva Hugo Sánchez   | 14 de noviembre | 16:00 |
| Veracruz Premier       | 0 - 0 | Orizaba               | Rafael Hernández Ochoa          | 14 de noviembre | 17:00 |
| Tlaxcala F.C.          | 2 - 0 | Cruz Azul Premier     | Tlahuicole                      | 14 de noviembre | 18:00 |
| Chapulineros Oaxaca    | 0 - 0 | Pumas Premier         | Benito Juárez                   | 15 de noviembre | 12:00 |

### Jornada 15
| Tijuana Premier       | 1 - 3    | Murciélagos "B"          | Caliente                 | 20 de noviembre | 12:00           |
| Coras de Tepic "B"    | 0 - 1    | Reynosa F.C.             | Olímpico Santa Teresita  | 20 de noviembre | 21:30           |
| Cimarrones "B"        | 2 - 4    | Tigres Premier           | Héctor Espino            | 21 de noviembre | 11:00           |
| Santos Laguna Premier | 0 - 1    | Dorados UACH             | TSM Cancha Externa No. 5 | 21 de noviembre | 11:15           |
| Alacranes Durango     | 4 - 4    | Mineros de Zacatecas "B" | Francisco Zarco          | 21 de noviembre | 15:00           |
| Monterrey Premier     | 1 - 1    | Santos Soledad           | El Barrial               | 22 de noviembre | 11:00           |
| Tuzos UAZ             | 3 - 2    | Dorados UACH             | Francisco Villa          | 22 de noviembre | 12:00           |
| DESCANSO              | DESCANSO | DESCANSO                 | Dorados Premier          | Dorados Premier | Dorados Premier |

| Atlas Premier             | 0 - 1    | Potros UAEM        | Alfredo "Pistache" Torres    | 20 de noviembre     | 10:00               |
| León Premier              | 2 - 2    | Querétaro Premier  | Casa Club León               | 20 de noviembre     | 12:00               |
| Morelia Premier           | 2 - 2    | Cruz Azul Hidalgo  | Cancha Anexa Estadio Morelos | 20 de noviembre     | 16:00               |
| Toluca Premier            | 1 - 3    | Cachorros U. de G. | Instalaciones de Metepec     | 21 de noviembre     | 10:00               |
| Real Cuautitlán           | 0 - 6    | Club Tepatitlán    | Los Pinos                    | 21 de noviembre     | 12:00               |
| Atlético Estado de México | 2 - 3    | Pachuca Premier    | Hugo Sánchez Márquez         | 21 de noviembre     | 16:00               |
| Irapuato                  | 1 - 3    | Loros de Colima    | Sergio León Chávez           | 22 de noviembre     | 16:00               |
| DESCANSO                  | DESCANSO | DESCANSO           | Guadalajara Premier          | Guadalajara Premier | Guadalajara Premier |

| Pumas Premier         | 1 - 0 | Ocelotes UNACH         | La Cantera                          | 20 de noviembre | 10:00 |
| Cruz Azul Premier     | 0 - 1 | Inter Playa del Carmen | 10 de diciembre                     | 21 de noviembre | 11:00 |
| Orizaba               | 0 - 1 | Pioneros Cancún        | Socum                               | 21 de noviembre | 12:00 |
| Puebla Premier        | 3 - 1 | Veracruz Premier       | Unidad Deportiva Mario Vázquez Raña | 21 de noviembre | 12:00 |
| Chiapas Premier       | 0 - 1 | Tlaxcala F.C.          | Víctor Manuel Reyna                 | 21 de noviembre | 15:00 |
| Atlético Veracruz     | 2 - 4 | Chapulineros Oaxaca    | Municipal Claudio Suárez            | 21 de noviembre | 15:00 |
| Athletic Club Morelos | 5 - 3 | Petroleros Veracruz    | Centenario                          | 21 de noviembre | 16:00 |
| Tampico Madero        | 4 - 1 | América Premier        | Tamaulipas                          | 21 de noviembre | 20:00 |

## Tabla general
| Pos. | Equipo                   | Pts. | PJ | G  | E | P  | GF | GC | Dif. | Clasificación        |
| ---- | ------------------------ | ---- | -- | -- | - | -- | -- | -- | ---- | -------------------- |
| 1    | Tlaxcala F.C.            | 39   | 15 | 11 | 3 | 1  | 32 | 7  | +25  | Liguilla de ascenso  |
| 2    | Tampico Madero           | 37   | 15 | 10 | 4 | 1  | 29 | 11 | +18  | Liguilla de ascenso  |
| 3    | Potros UAEM              | 35   | 14 | 10 | 2 | 2  | 29 | 10 | +19  | Liguilla de ascenso  |
| 4    | Cruz Azul Hidalgo        | 33   | 14 | 9  | 3 | 2  | 23 | 12 | +11  | Liguilla de ascenso  |
| 5    | Loros de Colima          | 32   | 14 | 9  | 3 | 2  | 26 | 8  | +18  | Liguilla de ascenso  |
| 6    | América Premier          | 31   | 15 | 9  | 4 | 2  | 32 | 11 | +21  | Liguilla de filiales |
| 7    | Mineros de Zacatecas "B" | 31   | 14 | 9  | 3 | 2  | 27 | 12 | +15  | Liguilla de ascenso  |
| 8    | Club Tepatitlán          | 30   | 14 | 8  | 2 | 4  | 30 | 16 | +14  | Liguilla de ascenso  |
| 9    | Tigres Premier           | 28   | 14 | 7  | 5 | 2  | 24 | 14 | +10  | Liguilla de filiales |
| 10   | Pioneros de Cancún       | 28   | 15 | 8  | 3 | 4  | 25 | 17 | +8   | Liguilla de ascenso  |
| 11   | Chapulineros de Oaxaca   | 28   | 15 | 6  | 6 | 3  | 21 | 15 | +6   |                      |
| 12   | Puebla Premier           | 28   | 15 | 8  | 3 | 4  | 25 | 20 | +5   | Liguilla de filiales |
| 13   | Tuzos UAZ                | 26   | 14 | 6  | 7 | 1  | 19 | 12 | +7   |                      |
| 14   | Chiapas Premier          | 24   | 15 | 7  | 2 | 6  | 22 | 19 | +3   | Liguilla de filiales |
| 15   | Pumas Premier            | 23   | 15 | 6  | 5 | 4  | 24 | 20 | +4   | Liguilla de filiales |
| 16   | Cachorros U. de G.       | 23   | 14 | 6  | 2 | 6  | 25 | 22 | +3   |                      |
| 17   | Cimarrones de Sonora "B" | 23   | 14 | 6  | 4 | 4  | 21 | 19 | +2   |                      |
| 18   | Reynosa F.C.             | 23   | 14 | 6  | 3 | 5  | 17 | 16 | +1   |                      |
| 19   | Atlas Premier            | 22   | 14 | 6  | 4 | 4  | 17 | 14 | +3   | Liguilla de filiales |
| 20   | Querétaro Premier        | 22   | 14 | 5  | 5 | 4  | 15 | 16 | −1   | Liguilla de filiales |
| 21   | Morelia Premier          | 21   | 14 | 5  | 5 | 4  | 22 | 20 | +2   | Liguilla de filiales |
| 22   | Irapuato                 | 21   | 14 | 5  | 3 | 6  | 22 | 21 | +1   |                      |
| 23   | Santos Laguna Premier    | 21   | 14 | 6  | 2 | 6  | 19 | 20 | −1   |                      |
| 24   | Murciélagos "B"          | 21   | 14 | 4  | 6 | 4  | 14 | 15 | −1   |                      |
| 25   | Monterrey Premier        | 20   | 14 | 5  | 5 | 4  | 14 | 12 | +2   |                      |
| 26   | Inter Playa              | 19   | 15 | 4  | 7 | 4  | 16 | 16 | 0    |                      |
| 27   | Athletic Club Morelos    | 19   | 15 | 4  | 5 | 6  | 22 | 29 | −7   |                      |
| 28   | Dorados UACH             | 18   | 14 | 4  | 5 | 5  | 17 | 20 | −3   |                      |
| 29   | Tijuana Premier          | 17   | 14 | 5  | 2 | 7  | 17 | 22 | −5   |                      |
| 30   | A.E.M. Fútbol Club       | 17   | 14 | 4  | 3 | 7  | 21 | 27 | −6   |                      |
| 31   | Santos de Soledad        | 16   | 14 | 5  | 0 | 9  | 16 | 19 | −3   |                      |
| 32   | Ocelotes UNACH           | 16   | 15 | 4  | 3 | 8  | 18 | 20 | −2   |                      |
| 33   | Durango                  | 16   | 14 | 3  | 6 | 5  | 21 | 26 | −5   |                      |
| 34   | Indios UACJ              | 15   | 14 | 3  | 5 | 6  | 18 | 21 | −3   |                      |
| 35   | Dorados Premier          | 15   | 14 | 4  | 3 | 7  | 25 | 29 | −4   |                      |
| 36   | Guadalajara Premier      | 15   | 14 | 3  | 4 | 7  | 17 | 24 | −7   |                      |
| 37   | Cruz Azul Premier        | 14   | 15 | 4  | 2 | 9  | 21 | 22 | −1   |                      |
| 38   | León Premier             | 14   | 14 | 3  | 4 | 7  | 16 | 22 | −6   |                      |
| 39   | Veracruz Premier         | 14   | 15 | 3  | 4 | 8  | 17 | 26 | −9   |                      |
| 40   | Pachuca Premier          | 14   | 14 | 4  | 2 | 8  | 15 | 25 | −10  |                      |
| 41   | Toluca Premier           | 14   | 14 | 3  | 4 | 7  | 16 | 27 | −11  |                      |
| 42   | Coras de Tepic "B"       | 12   | 14 | 3  | 2 | 9  | 10 | 22 | −12  |                      |
| 43   | Orizaba                  | 11   | 15 | 2  | 5 | 8  | 11 | 25 | −14  |                      |
| 44   | Petroleros de Veracruz   | 9    | 15 | 3  | 0 | 12 | 15 | 49 | −34  |                      |
| 45   | Atlético Veracruz        | 8    | 15 | 2  | 2 | 11 | 13 | 34 | −21  |                      |
| 46   | Real Cuautitlán          | 5    | 14 | 1  | 2 | 11 | 8  | 38 | −30  |                      |

 Fuente: SoccerWay

## Grupos

### Grupo 1
| Pos. | Equipo                   | Pts. | PJ | G | E | P | GF | GC | Dif. | Clasificación        |
| ---- | ------------------------ | ---- | -- | - | - | - | -- | -- | ---- | -------------------- |
| 1    | Mineros de Zacatecas "B" | 31   | 14 | 9 | 3 | 2 | 27 | 12 | +15  | Liguilla de ascenso  |
| 2    | Tigres Premier           | 28   | 14 | 7 | 5 | 2 | 24 | 14 | +10  | Liguilla de filiales |
| 3    | Tuzos UAZ                | 26   | 14 | 6 | 7 | 1 | 19 | 12 | +7   |                      |
| 4    | Cimarrones de Sonora "B" | 23   | 14 | 6 | 4 | 4 | 21 | 19 | +2   |                      |
| 5    | Reynosa F.C.             | 23   | 14 | 6 | 3 | 5 | 17 | 16 | +1   |                      |
| 6    | Santos Laguna Premier    | 21   | 14 | 6 | 2 | 6 | 19 | 20 | −1   |                      |
| 7    | Murciélagos "B"          | 21   | 14 | 4 | 6 | 4 | 14 | 15 | −1   |                      |
| 8    | Monterrey Premier        | 20   | 14 | 5 | 5 | 4 | 14 | 12 | +2   |                      |
| 9    | Dorados UACH             | 18   | 14 | 4 | 5 | 5 | 17 | 20 | −3   |                      |
| 10   | Tijuana Premier          | 17   | 14 | 5 | 2 | 7 | 17 | 22 | −5   |                      |
| 11   | Santos de Soledad        | 16   | 14 | 5 | 0 | 9 | 16 | 19 | −3   |                      |
| 12   | Durango                  | 16   | 14 | 3 | 6 | 5 | 21 | 26 | −5   |                      |
| 13   | Indios UACJ              | 15   | 14 | 3 | 5 | 6 | 18 | 21 | −3   |                      |
| 14   | Dorados Premier          | 15   | 14 | 4 | 3 | 7 | 25 | 29 | −4   |                      |
| 15   | Coras de Tepic "B"       | 12   | 14 | 3 | 2 | 9 | 10 | 22 | −12  |                      |

 Fuente: SoccerWay

### Grupo 2
| Pos. | Equipo              | Pts. | PJ | G  | E | P  | GF | GC | Dif. | Clasificación        |
| ---- | ------------------- | ---- | -- | -- | - | -- | -- | -- | ---- | -------------------- |
| 1    | Potros UAEM         | 35   | 14 | 10 | 2 | 2  | 29 | 10 | +19  | Liguilla de ascenso  |
| 2    | Cruz Azul Hidalgo   | 33   | 14 | 9  | 3 | 2  | 23 | 12 | +11  | Liguilla de ascenso  |
| 3    | Loros de Colima     | 32   | 14 | 9  | 3 | 2  | 26 | 8  | +18  | Liguilla de ascenso  |
| 4    | Club Tepatitlán     | 30   | 14 | 8  | 2 | 4  | 30 | 16 | +14  | Liguilla de ascenso  |
| 5    | Cachorros U. de G.  | 23   | 14 | 6  | 2 | 6  | 25 | 22 | +3   |                      |
| 6    | Atlas Premier       | 22   | 14 | 6  | 4 | 4  | 17 | 14 | +3   | Liguilla de filiales |
| 7    | Querétaro Premier   | 22   | 14 | 5  | 5 | 4  | 15 | 16 | −1   | Liguilla de filiales |
| 8    | Morelia Premier     | 21   | 14 | 5  | 5 | 4  | 22 | 20 | +2   | Liguilla de filiales |
| 9    | Irapuato            | 21   | 14 | 5  | 3 | 6  | 22 | 21 | +1   |                      |
| 10   | A.E.M. Fútbol Club  | 17   | 14 | 4  | 3 | 7  | 21 | 27 | −6   |                      |
| 11   | Guadalajara Premier | 15   | 14 | 3  | 4 | 7  | 17 | 24 | −7   |                      |
| 12   | León Premier        | 14   | 14 | 3  | 4 | 7  | 16 | 22 | −6   |                      |
| 13   | Pachuca Premier     | 14   | 14 | 4  | 2 | 8  | 15 | 25 | −10  |                      |
| 14   | Toluca Premier      | 14   | 14 | 3  | 4 | 7  | 16 | 27 | −11  |                      |
| 15   | Real Cuautitlán     | 5    | 14 | 1  | 2 | 11 | 8  | 38 | −30  |                      |

 Fuente: SoccerWay

### Grupo 3
| Pos. | Equipo                 | Pts. | PJ | G  | E | P  | GF | GC | Dif. | Clasificación        |
| ---- | ---------------------- | ---- | -- | -- | - | -- | -- | -- | ---- | -------------------- |
| 1    | Tlaxcala F.C.          | 39   | 15 | 11 | 3 | 1  | 32 | 7  | +25  | Liguilla de ascenso  |
| 2    | Tampico Madero         | 37   | 15 | 10 | 4 | 1  | 29 | 11 | +18  | Liguilla de ascenso  |
| 3    | América Premier        | 31   | 15 | 9  | 4 | 2  | 32 | 11 | +21  | Liguilla de filiales |
| 4    | Pioneros de Cancún     | 28   | 15 | 8  | 3 | 4  | 25 | 17 | +8   | Liguilla de ascenso  |
| 5    | Chapulineros de Oaxaca | 28   | 15 | 6  | 6 | 3  | 21 | 15 | +6   |                      |
| 6    | Puebla Premier         | 28   | 15 | 8  | 3 | 4  | 25 | 20 | +5   | Liguilla de filiales |
| 7    | Chiapas Premier        | 24   | 15 | 7  | 2 | 6  | 22 | 19 | +3   | Liguilla de filiales |
| 8    | Pumas Premier          | 23   | 15 | 6  | 5 | 4  | 24 | 20 | +4   | Liguilla de filiales |
| 9    | Inter Playa            | 19   | 15 | 4  | 7 | 4  | 16 | 16 | 0    |                      |
| 10   | Athletic Club Morelos  | 19   | 15 | 4  | 5 | 6  | 22 | 29 | −7   |                      |
| 11   | Ocelotes UNACH         | 16   | 15 | 4  | 3 | 8  | 18 | 20 | −2   |                      |
| 12   | Cruz Azul Premier      | 14   | 15 | 4  | 2 | 9  | 21 | 22 | −1   |                      |
| 13   | Veracruz Premier       | 14   | 15 | 3  | 4 | 8  | 17 | 26 | −9   |                      |
| 14   | Orizaba                | 11   | 15 | 2  | 5 | 8  | 11 | 25 | −14  |                      |
| 15   | Petroleros de Veracruz | 9    | 15 | 3  | 0 | 12 | 15 | 49 | −34  |                      |
| 16   | Atlético Veracruz      | 8    | 15 | 2  | 2 | 11 | 13 | 34 | −21  |                      |

 Fuente: SoccerWay

## Estadísticas
| Dante Osorio                                  | Potros UAEM            | 12 |
| Alfonso Sánchez                               | América Premier        | 10 |
| Johan Mendivil                                | Dorados Premier        | 10 |
| David Martínez Reyes                          | UNAM Premier           | 9  |
| Miguel Parrales                               | Cruz Azul Hidalgo      | 8  |
| Gerardo Escobedo                              | Tigres Premier         | 8  |
| Jovanni Hurtado                               | Cachorros U.de G.      | 8  |
| Abraham Ávalos Ceja                           | Tampico Madero         | 7  |
| Roger Valerio                                 | Petroleros de Veracruz | 7  |
| Última actualización: 23 de noviembre de 2015 |                        |    |

| Jugador           | Equipo                 | Autogoles |
| ----------------- | ---------------------- | --------- |
| José Luis Urbina  | Alacranes de Durango   | 1         |
| Oscar Torres Mora | Tlaxcala FC            | 1         |
| Aarón Sandoval    | Santos Premier         | 1         |
| Abraham Ruiz      | Puebla Premier         | 1         |
| Luyciño García    | Petroleros de Veracruz | 1         |

### Tripletas, póqueres o más
A continuación se detallan los tripletes conseguidos a lo largo de la temporada.
| Fecha      | Jugador         | Goles                 | Local                 |  | Resultado |  | Visitante              | Rep.                                                                                              |
| ---------- | --------------- | --------------------- | --------------------- |  | --------- |  | ---------------------- | ------------------------------------------------------------------------------------------------- |
| 20-09-2015 | Alfonso Sánchez | ?' · ?' · ?'          | América Premier       |  | 6:0       |  | Ocelotes de la UNACH   |                                                                                                   |
| 24-10-2015 | Roger Valerio   | 54' · 76' · 79' · 83' | Albinegros de Orizaba |  | 3:4       |  | Petroleros de Veracruz |                                                                                                   |
| 6-11-2015  | Dante Osorio    | 5' · 28' · 53'        | Potros UAEM           |  | 4:2       |  | Cachorros U.de G.      | (enlace roto disponible en Internet Archive; véase el historial, la primera versión y la última). |

## Tabla de promedios
| Posición | Equipo                         | Puntos | Juegos | Cociente |
| -------- | ------------------------------ | ------ | ------ | -------- |
| 1        | Tlaxcala FC                    | 39     | 15     | 2.6000   |
| 2        | UAEM                           | 35     | 14     | 2.5000   |
| 3        | Tampico Madero                 | 37     | 15     | 2.4667   |
| 4        | Cruz Azul (Hidalgo)            | 33     | 14     | 2.3571   |
| 5        | Loros de Colima                | 32     | 14     | 2.2857   |
| 6        | Mineros de Zacatecas           | 31     | 14     | 2.2143   |
| 7        | Club Tepatitlan                | 30     | 14     | 2.1429   |
| 8        | America Premier                | 31     | 15     | 2.0667   |
| 9        | Tigres Premier                 | 28     | 14     | 2.0000   |
| 10       | Pioneros Cancún                | 28     | 15     | 1.8667   |
| 11       | Chapulineros de Oaxaca         | 28     | 15     | 1.8667   |
| 12       | Puebla Premier                 | 28     | 15     | 1.8667   |
| 13       | U.A. Zacatecas                 | 26     | 14     | 1.8571   |
| 14       | Cachorros U. de G.             | 23     | 14     | 1.6429   |
| 15       | Cimarrones de Sonora Premier   | 23     | 14     | 1.6429   |
| 16       | Reynosa F.C.                   | 23     | 14     | 1.6429   |
| 17       | Jaguares Premier               | 24     | 15     | 1.6000   |
| 18       | Atlas Premier                  | 22     | 14     | 1.5714   |
| 19       | Querétaro Premier              | 22     | 14     | 1.5714   |
| 20       | UNAM Premier                   | 23     | 15     | 1.5333   |
| 21       | Monarcas Premier               | 21     | 14     | 1.5000   |
| 22       | Irapuato                       | 21     | 14     | 1.5000   |
| 23       | Santos Laguna Premier          | 21     | 14     | 1.5000   |
| 24       | Murciélagos F.C. Premier       | 21     | 14     | 1.5000   |
| 25       | Monterrey Premier              | 20     | 14     | 1.4286   |
| 26       | UACH                           | 18     | 14     | 1.2857   |
| 27       | Inter Playa Del Carmen         | 19     | 15     | 1.2857   |
| 28       | Athletic Club Morelos          | 19     | 15     | 1.2857   |
| 29       | Tijuana Premier                | 17     | 14     | 1.2143   |
| 30       | Atlético Estado de México F.C. | 17     | 14     | 1.2143   |
| 31       | Santos Soledad F.C.            | 16     | 14     | 1.1429   |
| 32       | Durango                        | 16     | 14     | 1.1429   |
| 33       | U.A. de Ciudad Juarez          | 15     | 14     | 1.0714   |
| 34       | Dorados Premier                | 15     | 14     | 1.0714   |
| 35       | Chivas Premier                 | 15     | 14     | 1.0714   |
| 36       | Ocelotes UNACH                 | 16     | 15     | 1.0667   |
| 37       | León Premier                   | 14     | 14     | 1.0000   |
| 38       | Pachuca Premier                | 14     | 14     | 1.0000   |
| 39       | Toluca Premier                 | 14     | 14     | 1.0000   |
| 40       | Cruz Azul Premier              | 14     | 15     | 0.9333   |
| 41       | Veracruz Premier               | 14     | 15     | 0.9333   |
| 42       | Coras Tepic Premier            | 12     | 14     | 0.8571   |
| 43       | Albinegros Orizaba             | 11     | 15     | 0.7333   |
| 44       | Petroleros Veracruz            | 9      | 15     | 0.6000   |
| 45       | Atlético Veracruz              | 8      | 15     | 0.5333   |
| 46       | Real Cuautitlán                | 5      | 14     | 0.3571   |

## Liguilla

### Liguilla de Liga
|  | Cuartos de final                                         | Cuartos de final                                         | Cuartos de final                                         |   |                                           | Semifinales                                  | Semifinales                                  | Semifinales                                  |  |  | Final                                         | Final                                         | Final                                         |
|  | 25 y 26 de noviembre (Ida) 28 y 29 de noviembre (Vuelta) | 25 y 26 de noviembre (Ida) 28 y 29 de noviembre (Vuelta) | 25 y 26 de noviembre (Ida) 28 y 29 de noviembre (Vuelta) |   |                                           | 2 de diciembre (Ida) 5 de diciembre (Vuelta) | 2 de diciembre (Ida) 5 de diciembre (Vuelta) | 2 de diciembre (Ida) 5 de diciembre (Vuelta) |  |  | 9 de diciembre (Ida) 12 de diciembre (Vuelta) | 9 de diciembre (Ida) 12 de diciembre (Vuelta) | 9 de diciembre (Ida) 12 de diciembre (Vuelta) |
|  |                                                          |                                                          |                                                          |   |                                           |                                              |                                              |                                              |  |  |                                               |                                               |                                               |
|  | Tlaxcala                                                 | 1                                                        | 3                                                        |   |                                           |                                              |                                              |                                              |  |  |                                               |                                               |                                               |
|  | Pioneros                                                 | 3                                                        | 1                                                        |   |                                           |                                              |                                              |                                              |  |  |                                               |                                               |                                               |
|  | Pioneros                                                 | 3                                                        | 1                                                        |   | Tlaxcala                                  | 1                                            | 3                                            |                                              |  |  |                                               |                                               |                                               |
|  |                                                          |                                                          |                                                          |   | Tlaxcala                                  | 1                                            | 3                                            |                                              |  |  |                                               |                                               |                                               |
|  |                                                          | Universidad de Colima                                    | 1                                                        | 2 |                                           |                                              |                                              |                                              |  |  |                                               |                                               |                                               |
|  | Cruz Azul (Hidalgo)                                      | Universidad de Colima                                    | 1                                                        | 2 | 0                                         | 0                                            |                                              |                                              |  |  |                                               |                                               |                                               |
|  | Cruz Azul (Hidalgo)                                      |                                                          |                                                          |   | 0                                         | 0                                            |                                              |                                              |  |  |                                               |                                               |                                               |
|  | Universidad de Colima                                    | 0                                                        | 1                                                        |   |                                           |                                              |                                              |                                              |  |  |                                               |                                               |                                               |
|  |                                                          |                                                          |                                                          |   |                                           |                                              |                                              |                                              |  |  | Tlaxcala                                      | 0                                             | 0                                             |
|  |                                                          |                                                          | Universidad Autónoma del Estado de México                | 0 | 1                                         |                                              |                                              |                                              |  |  |                                               |                                               |                                               |
|  | Universidad Autónoma del Estado de México                | 2                                                        | 3                                                        |   |                                           |                                              |                                              |                                              |  |  |                                               |                                               |                                               |
|  | Tepatitlán de Morelos                                    | 0                                                        | 1                                                        |   |                                           |                                              |                                              |                                              |  |  |                                               |                                               |                                               |
|  | Tepatitlán de Morelos                                    | 0                                                        | 1                                                        |   | Universidad Autónoma del Estado de México | 0                                            | 4                                            |                                              |  |  |                                               |                                               |                                               |
|  |                                                          |                                                          |                                                          |   | Universidad Autónoma del Estado de México | 0                                            | 4                                            |                                              |  |  |                                               |                                               |                                               |
|  |                                                          | Tampico-Madero                                           | 0                                                        | 1 |                                           |                                              |                                              |                                              |  |  |                                               |                                               |                                               |
|  | Tampico-Madero                                           | Tampico-Madero                                           | 0                                                        | 1 | 1                                         | 4                                            |                                              |                                              |  |  |                                               |                                               |                                               |
|  | Tampico-Madero                                           |                                                          |                                                          |   | 1                                         | 4                                            |                                              |                                              |  |  |                                               |                                               |                                               |
|  | Mineros de Zacatecas                                     | 1                                                        | 0                                                        |   |                                           |                                              |                                              |                                              |  |  |                                               |                                               |                                               |

#### Cuartos de final
| 25 de noviembre, 15:00 | Pioneros                                      | 3:1     | Tlaxcala      | Estadio Andrés Quintana Roo, Cancún |                                |
|                        | A. Alemán 44' · C. Henneberg 51' · B. Tun 90' | Reporte | O. Torres 83' | Asistencia: 2,000 espectadores      | Asistencia: 2,000 espectadores |

| 28 de noviembre, 18:00                                                                                    | Tlaxcala                                          | 3:1     | Pioneros         | Estadio Tlahuicole, Tlaxcala   |                                |
| | T. Guarch 41' · L. Gallardo 45' · J. Calderón 73' | Reporte | A. Rodríguez 27' | Asistencia: 5,500 espectadores | Asistencia: 5,500 espectadores |
| Pese a empatar 4-4 en el marcador global, Tlaxcala avanza a semifinales por su mejor posición en la tabla |                                                   |         |                  |                                |                                |

| 26 de noviembre, 16:00 | Universidad de Colima | 0:0     | Cruz Azul (Hidalgo) | Estadio Olímpico Universitario de Colima, Colima |                                |
|                        |                       | Reporte |                     | Asistencia: 2,000 espectadores                   | Asistencia: 2,000 espectadores |

| 29 de noviembre, 12:00                                                 | Cruz Azul (Hidalgo) | 0:1     | Universidad de Colima | Estadio 10 de diciembre, Ciudad Cooperativa Cruz Azul |                              |
|                                                                        |                     | Reporte | S. Soto 52'           | Asistencia: 300 espectadores                          | Asistencia: 300 espectadores |
| Con marcador global de 1-0, Universidad de Colima avanza a semifinales |                     |         |                       |                                                       |                              |

| 25 de noviembre, 16:00 | Tepatitlán de Morelos | 0:2     | UAEM                         | Estadio Las Ánimas, Yahualica |                              |
|                        |                       | Reporte | D. Osorio 42' · J. Gómez 87' | Asistencia: 200 espectadores  | Asistencia: 200 espectadores |

| 28 de noviembre, 15:00                                                                     | UAEM                                          | 3:1     | Tepatitlán de Morelos | Estadio Alberto "Chivo" Córdoba, Toluca |                                |
|                                                                                            | E. Arriaga 26' · D. Osorio 59' · A. Ochoa 86' | Reporte | Y. Navarro 1'         | Asistencia: 4,000 espectadores          | Asistencia: 4,000 espectadores |
| Con marcador global de 5-1, Universidad Autónoma del Estado de México avanza a semifinales |                                               |         |                       |                                         |                                |

| 25 de noviembre, 11:00 | Mineros de Zacatecas | 1:1     | Tampico-Madero | Unidad Deportiva Universitaria Norte, Zacatecas |                              |
|                        | J. Jiménez 83'       | Reporte | A. Escobar 46' | Asistencia: 300 espectadores                    | Asistencia: 300 espectadores |

| 28 de noviembre, 20:00                                          | Tampico-Madero                                     | 4:0     | Mineros de Zacatecas | Estadio Tamaulipas, Tampico - Madero |                                 |
|                                                                 | A. Ávalos 45', 79' · A. Escobar 55' · L. Reyes 60' | Reporte |                      | Asistencia: 25,000 espectadores      | Asistencia: 25,000 espectadores |
| Con marcador global de 5-1, Tampico-Madero avanza a semifinales |                                                    |         |                      |                                      |                                 |

#### Semifinales
| 2 de diciembre, 16:00 | Universidad de Colima | 1:1     | Tlaxcala     | Estadio Olímpico Universitario de Colima, Colima |                                |
|                       | S. Soto 26'           | Reporte | E. López 68' | Asistencia: 1,500 espectadores                   | Asistencia: 1,500 espectadores |

| 5 de diciembre, 18:00                                  | Tlaxcala                          | 2:1     | Universidad de Colima | Estadio Tlahuicole, Tlaxcala   |                                |
|                                                        | R. Álvarez 24' · L. Olascoaga 90' | Reporte | S. Soto 83'           | Asistencia: 6,000 espectadores | Asistencia: 6,000 espectadores |
| Con marcador global de 3-2, Tlaxcala avanza a la final |                                   |         |                       |                                |                                |

| 2 de diciembre, 20:45 | Tampico-Madero | 0:0     | UAEM | Estadio Tamaulipas, Tampico - Madero |                                 |
|                       |                | Reporte |      | Asistencia: 25,000 espectadores      | Asistencia: 25,000 espectadores |

| 5 de diciembre, 15:00                                                                   | UAEM                                                | 4:1     | Tampico-Madero     | Estadio Alberto "Chivo" Córdoba, Toluca |                                |
|                                                                                         | D. Osorio 10', 88' · W. Rentería 59' · J. Gómez 84' | Reporte | D. Castellanos 41' | Asistencia: 4,800 espectadores          | Asistencia: 4,800 espectadores |
| Con marcador global de 4-1, Universidad Autónoma del Estado de México avanza a la final |                                                     |         |                    |                                         |                                |

#### Final
| 9 de diciembre, 15:00 | UAEM | 0:0     | Tlaxcala | Estadio Alberto "Chivo" Córdoba, Toluca |                                |
|                       |      | Reporte |          | Asistencia: 4,800 espectadores          | Asistencia: 4,800 espectadores |

| 12 de diciembre, 18:00 | Tlaxcala | 0:1     | UAEM          | Estadio Tlahuicole, Tlaxcala   |                                |
| |          | Reporte | D. Osorio 70' | Asistencia: 5,000 espectadores | Asistencia: 5,000 espectadores |
| Con marcador global de 0-1, Universidad Autónoma del Estado de México es campeón del Torneo Apertura 2015 de la Liga Premier de Ascenso |          |         |               |                                |                                |

|                                                              |
| Universidad Autónoma del Estado de México Campeón 2º título. |

### Final - Ida
| 1     | POR   | Eduardo Millán        |     |
| 3     | DEF   | Juan Carlos Morales   |     |
| 5     | DEF   | Rafael Alberto García | 45' |
| 16    | DEF   | José Enrique Manica   |     |
| 23    | DEF   | Abraham Torres Nilo   |     |
| 15    | MED   | Wilber Rentería       |     |
| 17    | MED   | Arturo Tapia          |     |
| 7     | DEL   | Donato Estala         |     |
| 9     | DEL   | Dante Osorio          |     |
| 10    | DEL   | Alexis Ochoa          | 81' |
| 11    | DEL   | Josué Aarón Gómez     | 69' |
| D. T. | D. T. | Omar Ramírez Lara     |     |

| 141   | POR   | Alaín Rashiv Estrada       |     |
| 142   | DEF   | Arnold Ríos                |     |
| 143   | DEF   | Francisco Javier Santillán |     |
| 157   | DEF   | Oscar Torres Mora          |     |
| 161   | DEF   | Ignacio Coba               |     |
| 147   | MED   | David Carmona              |     |
| 148   | MED   | Eder López Carreras        |     |
| 151   | MED   | Juan José Calderón         | 86' |
| 144   | DEL   | Lugiani Gallardo           | 60' |
| 156   | DEL   | Taufic Guarch              |     |
| 163   | DEL   | Francisco Di Franco        | 75' |
| D. T. | D. T. | Pablo Sabater              |     |

| 13 | Centrocampista | Miguel Ángel Méndez | 45'   |
| 14 | Defensa        | Manuel Garduño      | 69'   |
| 25 | Delantero      | Bruno Titarelli     | Entró |

| 152 | Defensa   | Alfredo de Jesús Padilla | 60' |
| 145 | Delantero | Ricardo Álvarez          | 75' |
| 9   | Delantero | Alexis Mendiola          | 86' |

| Principal  | Michel Caballero        |
| Asistentes | Erick Durón             |
|            | José Arturo Maldonado   |
| Cuarto     | Eduardo Vázquez Aguilar |

|                    |   |   |
| Tiros              | - | - |
| Tiros a puerta     | - | - |
| Faltas             | - | - |
| Saques de esquina  | - | - |
| Penaltis           | - | - |
| Fueras de juego    | - | - |
| Posesión del balón | % | % |

| Alineación inicial |

| 1     | POR   | Eduardo Millán        |     |
| 3     | DEF   | Juan Carlos Morales   |     |
| 5     | DEF   | Rafael Alberto García | 45' |
| 16    | DEF   | José Enrique Manica   |     |
| 23    | DEF   | Abraham Torres Nilo   |     |
| 15    | MED   | Wilber Rentería       |     |
| 17    | MED   | Arturo Tapia          |     |
| 7     | DEL   | Donato Estala         |     |
| 9     | DEL   | Dante Osorio          |     |
| 10    | DEL   | Alexis Ochoa          | 81' |
| 11    | DEL   | Josué Aarón Gómez     | 69' |
| D. T. | D. T. | Omar Ramírez Lara     |     |

| 141   | POR   | Alaín Rashiv Estrada       |     |
| 142   | DEF   | Arnold Ríos                |     |
| 143   | DEF   | Francisco Javier Santillán |     |
| 157   | DEF   | Oscar Torres Mora          |     |
| 161   | DEF   | Ignacio Coba               |     |
| 147   | MED   | David Carmona              |     |
| 148   | MED   | Eder López Carreras        |     |
| 151   | MED   | Juan José Calderón         | 86' |
| 144   | DEL   | Lugiani Gallardo           | 60' |
| 156   | DEL   | Taufic Guarch              |     |
| 163   | DEL   | Francisco Di Franco        | 75' |
| D. T. | D. T. | Pablo Sabater              |     |

| 13 | Centrocampista | Miguel Ángel Méndez | 45'   |
| 14 | Defensa        | Manuel Garduño      | 69'   |
| 25 | Delantero      | Bruno Titarelli     | Entró |

| 152 | Defensa   | Alfredo de Jesús Padilla | 60' |
| 145 | Delantero | Ricardo Álvarez          | 75' |
| 9   | Delantero | Alexis Mendiola          | 86' |

| Principal  | Michel Caballero        |
| Asistentes | Erick Durón             |
|            | José Arturo Maldonado   |
| Cuarto     | Eduardo Vázquez Aguilar |

|                    |   |   |
| Tiros              | - | - |
| Tiros a puerta     | - | - |
| Faltas             | - | - |
| Saques de esquina  | - | - |
| Penaltis           | - | - |
| Fueras de juego    | - | - |
| Posesión del balón | % | % |

| Alineación inicial |

| 1     | POR   | Eduardo Millán        |     |
| 3     | DEF   | Juan Carlos Morales   |     |
| 5     | DEF   | Rafael Alberto García | 45' |
| 16    | DEF   | José Enrique Manica   |     |
| 23    | DEF   | Abraham Torres Nilo   |     |
| 15    | MED   | Wilber Rentería       |     |
| 17    | MED   | Arturo Tapia          |     |
| 7     | DEL   | Donato Estala         |     |
| 9     | DEL   | Dante Osorio          |     |
| 10    | DEL   | Alexis Ochoa          | 81' |
| 11    | DEL   | Josué Aarón Gómez     | 69' |
| D. T. | D. T. | Omar Ramírez Lara     |     |

| 141   | POR   | Alaín Rashiv Estrada       |     |
| 142   | DEF   | Arnold Ríos                |     |
| 143   | DEF   | Francisco Javier Santillán |     |
| 157   | DEF   | Oscar Torres Mora          |     |
| 161   | DEF   | Ignacio Coba               |     |
| 147   | MED   | David Carmona              |     |
| 148   | MED   | Eder López Carreras        |     |
| 151   | MED   | Juan José Calderón         | 86' |
| 144   | DEL   | Lugiani Gallardo           | 60' |
| 156   | DEL   | Taufic Guarch              |     |
| 163   | DEL   | Francisco Di Franco        | 75' |
| D. T. | D. T. | Pablo Sabater              |     |

| 13 | Centrocampista | Miguel Ángel Méndez | 45'   |
| 14 | Defensa        | Manuel Garduño      | 69'   |
| 25 | Delantero      | Bruno Titarelli     | Entró |

| 152 | Defensa   | Alfredo de Jesús Padilla | 60' |
| 145 | Delantero | Ricardo Álvarez          | 75' |
| 9   | Delantero | Alexis Mendiola          | 86' |

| Principal  | Michel Caballero        |
| Asistentes | Erick Durón             |
|            | José Arturo Maldonado   |
| Cuarto     | Eduardo Vázquez Aguilar |

|                    |   |   |
| Tiros              | - | - |
| Tiros a puerta     | - | - |
| Faltas             | - | - |
| Saques de esquina  | - | - |
| Penaltis           | - | - |
| Fueras de juego    | - | - |
| Posesión del balón | % | % |

| Alineación inicial |

| 1     | POR   | Eduardo Millán        |     |
| 3     | DEF   | Juan Carlos Morales   |     |
| 5     | DEF   | Rafael Alberto García | 45' |
| 16    | DEF   | José Enrique Manica   |     |
| 23    | DEF   | Abraham Torres Nilo   |     |
| 15    | MED   | Wilber Rentería       |     |
| 17    | MED   | Arturo Tapia          |     |
| 7     | DEL   | Donato Estala         |     |
| 9     | DEL   | Dante Osorio          |     |
| 10    | DEL   | Alexis Ochoa          | 81' |
| 11    | DEL   | Josué Aarón Gómez     | 69' |
| D. T. | D. T. | Omar Ramírez Lara     |     |

| 141   | POR   | Alaín Rashiv Estrada       |     |
| 142   | DEF   | Arnold Ríos                |     |
| 143   | DEF   | Francisco Javier Santillán |     |
| 157   | DEF   | Oscar Torres Mora          |     |
| 161   | DEF   | Ignacio Coba               |     |
| 147   | MED   | David Carmona              |     |
| 148   | MED   | Eder López Carreras        |     |
| 151   | MED   | Juan José Calderón         | 86' |
| 144   | DEL   | Lugiani Gallardo           | 60' |
| 156   | DEL   | Taufic Guarch              |     |
| 163   | DEL   | Francisco Di Franco        | 75' |
| D. T. | D. T. | Pablo Sabater              |     |

| 13 | Centrocampista | Miguel Ángel Méndez | 45'   |
| 14 | Defensa        | Manuel Garduño      | 69'   |
| 25 | Delantero      | Bruno Titarelli     | Entró |

| 152 | Defensa   | Alfredo de Jesús Padilla | 60' |
| 145 | Delantero | Ricardo Álvarez          | 75' |
| 9   | Delantero | Alexis Mendiola          | 86' |

| Principal  | Michel Caballero        |
| Asistentes | Erick Durón             |
|            | José Arturo Maldonado   |
| Cuarto     | Eduardo Vázquez Aguilar |

|                    |   |   |
| Tiros              | - | - |
| Tiros a puerta     | - | - |
| Faltas             | - | - |
| Saques de esquina  | - | - |
| Penaltis           | - | - |
| Fueras de juego    | - | - |
| Posesión del balón | % | % |

| Alineación inicial |

### Final - Vuelta
| 141   | POR   | Alaín Rashiv Estrada      |     |
| 142   | DEF   | Arnold Ríos               |     |
| 143   | DEF   | Franisco Javier Sanitllán |     |
| 157   | DEF   | Óscar Torres Mora         |     |
| 161   | DEF   | Ignacio Coba              |     |
| 147   | MED   | David Carmona             | 72' |
| 148   | MED   | Eder López Carreras       |     |
| 151   | MED   | Juan José Calderón        |     |
| 144   | DEL   | Lugiani Gallardo          | 70' |
| 156   | DEL   | Taufic Guarch             |     |
| 163   | DEL   | Francisco Di Franco       | 77' |
| D. T. | D. T. | Pablo Sabater             |     |

| 1     | POR   | Eduardo Millán        |     |
| 3     | DEF   | Juan Carlos Morales   |     |
| 5     | DEF   | Rafael Alberto García | 67' |
| 14    | DEF   | Manuel Garduño        | 89' |
| 16    | DEF   | José Enrique Manica   |     |
| 23    | DEF   | Abraham Torres Nilo   |     |
| 8     | MED   | Emmanuel Arriaga      |     |
| 15    | MED   | Wilber Rentería       |     |
| 17    | MED   | Arturo Tapia          |     |
| 7     | DEL   | Donato Estala         |     |
| 9     | DEL   | Dante Osorio          |     |
| D. T. | D. T. | Omar Ramírez          |     |

| 152 | Delantero      | Luis Olascoaga  | 70' |
| 145 | Delantero      | Ricardo Álvarez | 72' |
| 160 | Centrocampista | Alexis Mendiola | 77' |

| 10 | Delantero | Alexis Ochoa         | 67' |
| 4  | Defensa   | Ricardo García Zarza | 89' |

| 70' | Emmanuel Arriaga | 0:1 |

| 68' | Ignacio Coba |

| 31' · 74' | Arturo Tapia Emmanuel Arriaga |

| Principal  | Juan Andrés Esquivel |
| Asistentes | Michel Espinoza      |
|            | René Ramírez         |
| Cuarto     | Victor Caceres       |

|                    |   |   |
| Tiros              | - | - |
| Tiros a puerta     | - | - |
| Faltas             | - | - |
| Saques de esquina  | - | - |
| Penaltis           | - | - |
| Fueras de juego    | - | - |
| Posesión del balón | % | % |

| Alineación inicial |

| 141   | POR   | Alaín Rashiv Estrada      |     |
| 142   | DEF   | Arnold Ríos               |     |
| 143   | DEF   | Franisco Javier Sanitllán |     |
| 157   | DEF   | Óscar Torres Mora         |     |
| 161   | DEF   | Ignacio Coba              |     |
| 147   | MED   | David Carmona             | 72' |
| 148   | MED   | Eder López Carreras       |     |
| 151   | MED   | Juan José Calderón        |     |
| 144   | DEL   | Lugiani Gallardo          | 70' |
| 156   | DEL   | Taufic Guarch             |     |
| 163   | DEL   | Francisco Di Franco       | 77' |
| D. T. | D. T. | Pablo Sabater             |     |

| 1     | POR   | Eduardo Millán        |     |
| 3     | DEF   | Juan Carlos Morales   |     |
| 5     | DEF   | Rafael Alberto García | 67' |
| 14    | DEF   | Manuel Garduño        | 89' |
| 16    | DEF   | José Enrique Manica   |     |
| 23    | DEF   | Abraham Torres Nilo   |     |
| 8     | MED   | Emmanuel Arriaga      |     |
| 15    | MED   | Wilber Rentería       |     |
| 17    | MED   | Arturo Tapia          |     |
| 7     | DEL   | Donato Estala         |     |
| 9     | DEL   | Dante Osorio          |     |
| D. T. | D. T. | Omar Ramírez          |     |

| 152 | Delantero      | Luis Olascoaga  | 70' |
| 145 | Delantero      | Ricardo Álvarez | 72' |
| 160 | Centrocampista | Alexis Mendiola | 77' |

| 10 | Delantero | Alexis Ochoa         | 67' |
| 4  | Defensa   | Ricardo García Zarza | 89' |

| 70' | Emmanuel Arriaga | 0:1 |

| 68' | Ignacio Coba |

| 31' · 74' | Arturo Tapia Emmanuel Arriaga |

| Principal  | Juan Andrés Esquivel |
| Asistentes | Michel Espinoza      |
|            | René Ramírez         |
| Cuarto     | Victor Caceres       |

|                    |   |   |
| Tiros              | - | - |
| Tiros a puerta     | - | - |
| Faltas             | - | - |
| Saques de esquina  | - | - |
| Penaltis           | - | - |
| Fueras de juego    | - | - |
| Posesión del balón | % | % |

| Alineación inicial |

| 141   | POR   | Alaín Rashiv Estrada      |     |
| 142   | DEF   | Arnold Ríos               |     |
| 143   | DEF   | Franisco Javier Sanitllán |     |
| 157   | DEF   | Óscar Torres Mora         |     |
| 161   | DEF   | Ignacio Coba              |     |
| 147   | MED   | David Carmona             | 72' |
| 148   | MED   | Eder López Carreras       |     |
| 151   | MED   | Juan José Calderón        |     |
| 144   | DEL   | Lugiani Gallardo          | 70' |
| 156   | DEL   | Taufic Guarch             |     |
| 163   | DEL   | Francisco Di Franco       | 77' |
| D. T. | D. T. | Pablo Sabater             |     |

| 1     | POR   | Eduardo Millán        |     |
| 3     | DEF   | Juan Carlos Morales   |     |
| 5     | DEF   | Rafael Alberto García | 67' |
| 14    | DEF   | Manuel Garduño        | 89' |
| 16    | DEF   | José Enrique Manica   |     |
| 23    | DEF   | Abraham Torres Nilo   |     |
| 8     | MED   | Emmanuel Arriaga      |     |
| 15    | MED   | Wilber Rentería       |     |
| 17    | MED   | Arturo Tapia          |     |
| 7     | DEL   | Donato Estala         |     |
| 9     | DEL   | Dante Osorio          |     |
| D. T. | D. T. | Omar Ramírez          |     |

| 152 | Delantero      | Luis Olascoaga  | 70' |
| 145 | Delantero      | Ricardo Álvarez | 72' |
| 160 | Centrocampista | Alexis Mendiola | 77' |

| 10 | Delantero | Alexis Ochoa         | 67' |
| 4  | Defensa   | Ricardo García Zarza | 89' |

| 70' | Emmanuel Arriaga | 0:1 |

| 68' | Ignacio Coba |

| 31' · 74' | Arturo Tapia Emmanuel Arriaga |

| Principal  | Juan Andrés Esquivel |
| Asistentes | Michel Espinoza      |
|            | René Ramírez         |
| Cuarto     | Victor Caceres       |

|                    |   |   |
| Tiros              | - | - |
| Tiros a puerta     | - | - |
| Faltas             | - | - |
| Saques de esquina  | - | - |
| Penaltis           | - | - |
| Fueras de juego    | - | - |
| Posesión del balón | % | % |

| Alineación inicial |

| 141   | POR   | Alaín Rashiv Estrada      |     |
| 142   | DEF   | Arnold Ríos               |     |
| 143   | DEF   | Franisco Javier Sanitllán |     |
| 157   | DEF   | Óscar Torres Mora         |     |
| 161   | DEF   | Ignacio Coba              |     |
| 147   | MED   | David Carmona             | 72' |
| 148   | MED   | Eder López Carreras       |     |
| 151   | MED   | Juan José Calderón        |     |
| 144   | DEL   | Lugiani Gallardo          | 70' |
| 156   | DEL   | Taufic Guarch             |     |
| 163   | DEL   | Francisco Di Franco       | 77' |
| D. T. | D. T. | Pablo Sabater             |     |

| 1     | POR   | Eduardo Millán        |     |
| 3     | DEF   | Juan Carlos Morales   |     |
| 5     | DEF   | Rafael Alberto García | 67' |
| 14    | DEF   | Manuel Garduño        | 89' |
| 16    | DEF   | José Enrique Manica   |     |
| 23    | DEF   | Abraham Torres Nilo   |     |
| 8     | MED   | Emmanuel Arriaga      |     |
| 15    | MED   | Wilber Rentería       |     |
| 17    | MED   | Arturo Tapia          |     |
| 7     | DEL   | Donato Estala         |     |
| 9     | DEL   | Dante Osorio          |     |
| D. T. | D. T. | Omar Ramírez          |     |

| 152 | Delantero      | Luis Olascoaga  | 70' |
| 145 | Delantero      | Ricardo Álvarez | 72' |
| 160 | Centrocampista | Alexis Mendiola | 77' |

| 10 | Delantero | Alexis Ochoa         | 67' |
| 4  | Defensa   | Ricardo García Zarza | 89' |

| 70' | Emmanuel Arriaga | 0:1 |

| 68' | Ignacio Coba |

| 31' · 74' | Arturo Tapia Emmanuel Arriaga |

| Principal  | Juan Andrés Esquivel |
| Asistentes | Michel Espinoza      |
|            | René Ramírez         |
| Cuarto     | Victor Caceres       |

|                    |   |   |
| Tiros              | - | - |
| Tiros a puerta     | - | - |
| Faltas             | - | - |
| Saques de esquina  | - | - |
| Penaltis           | - | - |
| Fueras de juego    | - | - |
| Posesión del balón | % | % |

| Alineación inicial |

### Liguilla de Filiales
|  | Cuartos de final                                         | Cuartos de final                                         | Cuartos de final                                         |   |         | Semifinales                                          | Semifinales                                          | Semifinales                                          |  |  | Final                                          | Final                                          | Final                                          |
|  | 25 y 26 de noviembre (Ida) 28 y 29 de noviembre (Vuelta) | 25 y 26 de noviembre (Ida) 28 y 29 de noviembre (Vuelta) | 25 y 26 de noviembre (Ida) 28 y 29 de noviembre (Vuelta) |   |         | 2 y 3 de diciembre (Ida) 5 y 6 de diciembre (Vuelta) | 2 y 3 de diciembre (Ida) 5 y 6 de diciembre (Vuelta) | 2 y 3 de diciembre (Ida) 5 y 6 de diciembre (Vuelta) |  |  | 10 de diciembre (Ida) 13 de diciembre (Vuelta) | 10 de diciembre (Ida) 13 de diciembre (Vuelta) | 10 de diciembre (Ida) 13 de diciembre (Vuelta) |
|  |                                                          |                                                          |                                                          |   |         |                                                      |                                                      |                                                      |  |  |                                                |                                                |                                                |
|  | América                                                  | 2                                                        | 0                                                        |   |         |                                                      |                                                      |                                                      |  |  |                                                |                                                |                                                |
|  | Monarcas                                                 | 1                                                        | 1                                                        |   |         |                                                      |                                                      |                                                      |  |  |                                                |                                                |                                                |
|  | Monarcas                                                 | 1                                                        | 1                                                        |   | América | 0                                                    | 1                                                    |                                                      |  |  |                                                |                                                |                                                |
|  |                                                          |                                                          |                                                          |   | América | 0                                                    | 1                                                    |                                                      |  |  |                                                |                                                |                                                |
|  |                                                          | Querétaro                                                | 0                                                        | 1 |         |                                                      |                                                      |                                                      |  |  |                                                |                                                |                                                |
|  | Puebla                                                   | Querétaro                                                | 0                                                        | 1 | 2       | 2                                                    |                                                      |                                                      |  |  |                                                |                                                |                                                |
|  | Puebla                                                   |                                                          |                                                          |   | 2       | 2                                                    |                                                      |                                                      |  |  |                                                |                                                |                                                |
|  | Querétaro                                                | 5                                                        | 3                                                        |   |         |                                                      |                                                      |                                                      |  |  |                                                |                                                |                                                |
|  |                                                          |                                                          |                                                          |   |         |                                                      |                                                      |                                                      |  |  | Querétaro                                      | 1                                              | 1                                              |
|  |                                                          |                                                          | Tigres                                                   | 3 | 3       |                                                      |                                                      |                                                      |  |  |                                                |                                                |                                                |
|  | Tigres                                                   | 2                                                        | 3                                                        |   |         |                                                      |                                                      |                                                      |  |  |                                                |                                                |                                                |
|  | Universidad Nacional                                     | 1                                                        | 0                                                        |   |         |                                                      |                                                      |                                                      |  |  |                                                |                                                |                                                |
|  | Universidad Nacional                                     | 1                                                        | 0                                                        |   | Tigres  | 2                                                    | 6                                                    |                                                      |  |  |                                                |                                                |                                                |
|  |                                                          |                                                          |                                                          |   | Tigres  | 2                                                    | 6                                                    |                                                      |  |  |                                                |                                                |                                                |
|  |                                                          | Chiapas                                                  | 2                                                        | 0 |         |                                                      |                                                      |                                                      |  |  |                                                |                                                |                                                |
|  | Chiapas                                                  | Chiapas                                                  | 2                                                        | 0 | 1       | 1                                                    |                                                      |                                                      |  |  |                                                |                                                |                                                |
|  | Chiapas                                                  |                                                          |                                                          |   | 1       | 1                                                    |                                                      |                                                      |  |  |                                                |                                                |                                                |
|  | Atlas                                                    | 1                                                        | 0                                                        |   |         |                                                      |                                                      |                                                      |  |  |                                                |                                                |                                                |

|                           |
| Tigres Campeón 1º título. |